# Międzyrzecz
Międzyrzeczⓘ (também Międzyrzecz Wielkopolski, em latim: Mezerici, Mederecensis, em alemão: Meseritz) é um município no oeste da Polônia, na voivodia da Lubúsquia, no condado de Międzyrzecz e a sede da comuna urbano-rural de Międzyrzecz. Localizado na região dos lagos da Lubúsquia, na foz do rio Paklica com o rio Obra.
Estende-se por uma área de 10,3 km², com 17 465 habitantes, segundo o censo de 31 de dezembro de 2021, com uma densidade populacional de 1 695,6 hab./km².

## Geografia

### Localização

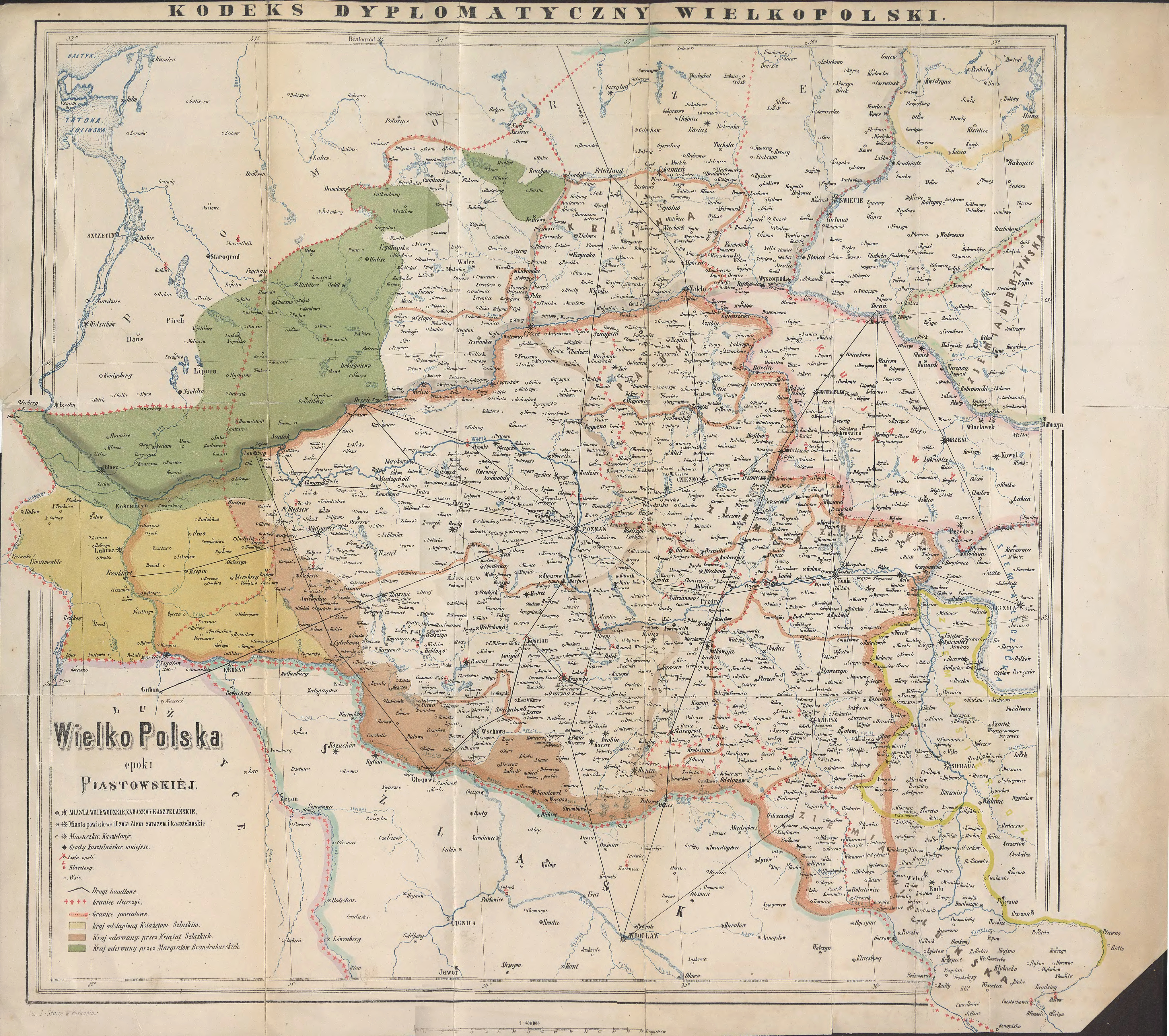
Międzyrzecz no mapa histórico da Grande Polônia elaborado em 1888 de acordo com os dados retirados do Código Diplomático

A cidade está localizada na parte central da comuna de Międzyrzecz e do condado de Międzyrzecz, bem como na parte oriental da voivodia da Lubúsquia.
Historicamente incluída na região da Grande Polônia. Do século XIV a 1793, estava na voivodia de Poznań. Nos anos 1848–1919 estava localizada na província de Posen, então até 1938 nas Marcas de fronteira de Poznań-Prússia Ocidental. Entre 1946 e 1950, a cidade estava novamente nos limites da voivodia de Poznań, e entre 1950 e 1975, pertencia administrativamente à voivodia de Zielona Góra. Nos anos 1975–1998 fazia parte da voivodia de Gorzów.
Geograficamente, encontra-se na parte noroeste da planície da Grande Polônia, no vale do rio Obra, entre as colinas de Międzyrzecz-Pniewski, a planície de Nowy Tomyśl e as colinas de Świebodzińsko-Sulęciński.
Segundo dados de 1 de janeiro de 2019, a área da cidade nas fronteiras geodésicas é de 10,26 km².
Os distritos de Międzyrzecz são: Obrzyce (TERYT 0935535) e Winnica (TERYT 0935541).
As distâncias do centro de Międzyrzecz aos centros de outras cidades maiores são:
| Cidade              | Distância |
| ------------------- | --------- |
| Gorzów Wielkopolski | 48 km     |
| Zielona Góra        | 67 km     |
| Poznań              | 117 km    |
| Szczecin            | 156 km    |
| Breslávia           | 216 km    |
| Varsóvia            | 418 km    |
| Berlim              | 180 km    |

### Recursos naturais

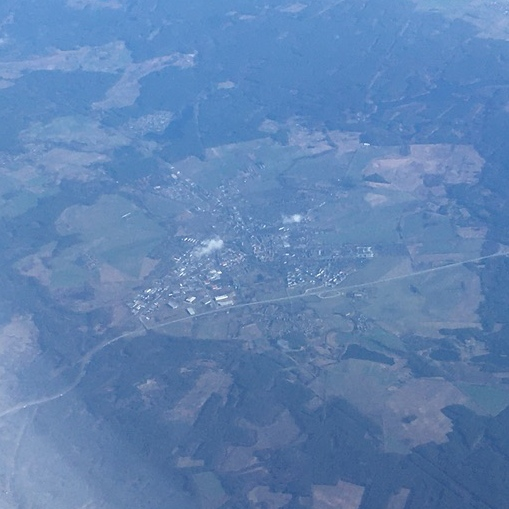
Międzyrzecz vista da janela do avião

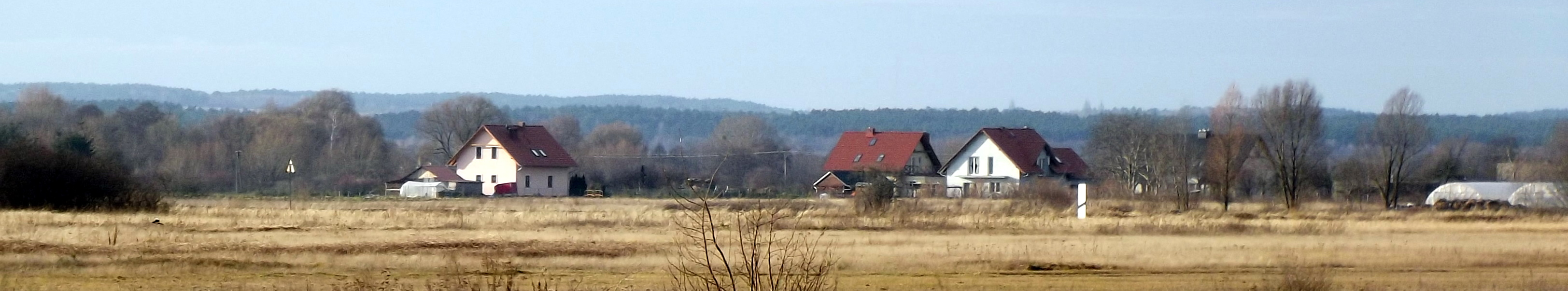
Vista da parte leste da calha para as colinas ao sul da cidade

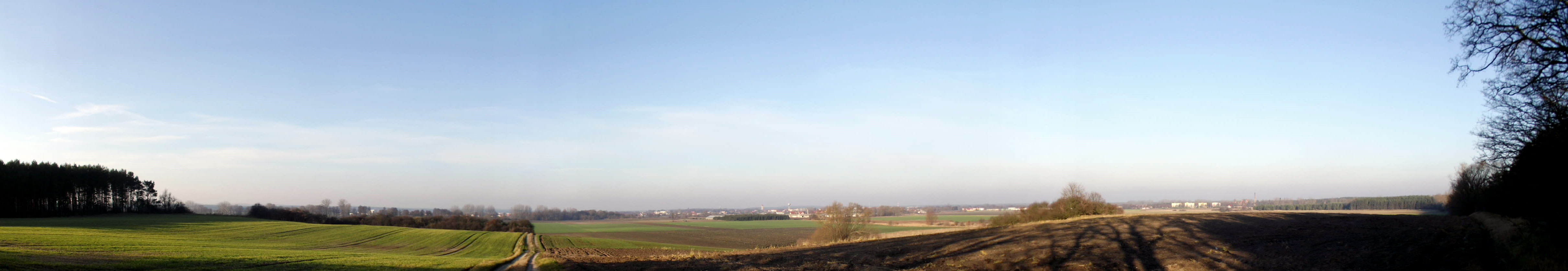
Bacia de Międzyrzecz, vista do esker de Bobowicko

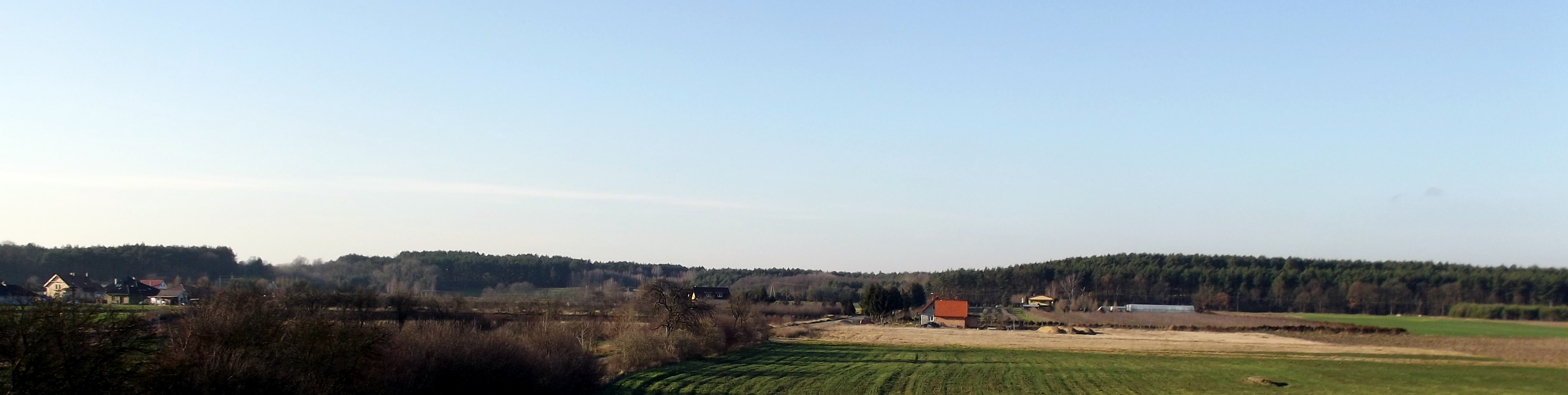
Esker de Święty Wojciech

A cidade de Międzyrzecz desenvolveu-se no vale do rio Obra, onde o rio Paklica deságua nele. Localizada na parte norte da depressão Zbąszyńska na Região dos lagos da Lubúsquia. Localizada a uma altitude de 49,8 m até 52,5 m acima do nível do mar. O vale no fundo do qual a cidade foi construída é cercado por colinas de até 140 m acima do nível do mar. O fundo do vale de Międzyrzecz é preenchido com depósitos aluviais férteis. Graças a essas características e à possibilidade de exploração das florestas, dos rios e lagos, favoreceu o assentamento de uma comunidade territorial no início da Idade Média. Hoje em dia Międzyrzecz cobre a maioria da área do vale. Do leste, é adjacente ao esker de Bobowicko, separando a bacia de Międzyrzecz da bacia de Policko. Do oeste, a cidade é adjacente ao esker de Święty Wojciech. Ao nordeste da cidade, o distrito de Obrzyce.
Na área da cidade atual, no que diz respeito à topografia, devem distinguir-se duas elevações não demasiado elevadas, intimamente relacionadas com o traçado espacial da cidade. A primeira delas é a elevação criada na parte superior pelo rio Obra e o rio Paklica que corre para ele. A elevação foi cercada em três lados pelas águas do rio, e um vale pantanoso contíguo à parte oriental (hoje é uma foz artificial de rio Paklica). Graças a essas características, o primeiro assentamento foi fundado aqui. A segunda elevação, com uma área muito maior, é a área associada à vila posterior. Esta elevação cobre uma grande parte da cidade velha. Apesar das inúmeras mudanças ao longo dos anos, o rebaixamento da área em todas as direções, desde a parte central (ao redor da Praça do Mercado, no cruzamento das ruas Mieszka I e Waszkiewicza) ainda é visível hoje. Uma relíquia que caracterizou a topografia desta parte de Międzyrzecz é o nome da rua Wysoka (Hohestrasse) existente até 1945.
A rede hidrográfica de Międzyrzecz é composta pelos rios Obra, Paklica e vários outros cursos de água. Destacam-se dois antigos fossos (de natureza bastante econômica) que ainda hoje existem. Um deles liga o curso do Paklica e Obra, percorrendo os loteamentos atuais, ao longo da rua Pamiąkowa, rua Staszica e deságua no rio Obra nas proximidades do Monumento do 1000.º aniversário do Estado polonês. O segundo fosso é um pequeno riacho que drena algumas das águas represadas de Paklica, junto ao edifício do Tribunal e à rua Zachodnia.

### Clima
A cidade e seus arredores estão entre as partes mais quentes do país. O clima na Região de Międzyrzecz é condicionado pelo choque de massas úmidas de ar polar e subtropicais com as massas de ar continental seco do leste. A temperatura média anual em Międzyrzecz é de 8 °C. O mês mais frio é janeiro e o mais quente é julho (média de 17,4 a 17,6 °C).
A pluviosidade anual na cidade e arredores é variada, ditada pelo relevo. Os valores de precipitação mais elevados ocorrem a sul de Międzyrzecz, na zona das terras altas (média anual de 575 mm), e os mais baixos no vale do rio Obra. As direções do vento dominantes são: oeste, sudoeste e noroeste. O nevoeiro ocorre frequentemente na cidade e seus arredores no outono e inverno. O clima local em Międzyrzecz e arredores pode ser dividido em:
- Clima de planalto de morena (nordeste e sudoeste da cidade)
- Clima de superfície do leque aluvial (leste e oeste da cidade)
- Clima do vale do rio Obra
- Clima de reservatórios de água maiores.[13]

| Dados climatológicos para Międzyrzecz           | Dados climatológicos para Międzyrzecz | Dados climatológicos para Międzyrzecz | Dados climatológicos para Międzyrzecz | Dados climatológicos para Międzyrzecz | Dados climatológicos para Międzyrzecz | Dados climatológicos para Międzyrzecz | Dados climatológicos para Międzyrzecz | Dados climatológicos para Międzyrzecz | Dados climatológicos para Międzyrzecz | Dados climatológicos para Międzyrzecz | Dados climatológicos para Międzyrzecz | Dados climatológicos para Międzyrzecz | Dados climatológicos para Międzyrzecz |
| Mês                                             | Jan                                   | Fev                                   | Mar                                   | Abr                                   | Mai                                   | Jun                                   | Jul                                   | Ago                                   | Set                                   | Out                                   | Nov                                   | Dez                                   | Ano                                   |
| ----------------------------------------------- | ------------------------------------- | ------------------------------------- | ------------------------------------- | ------------------------------------- | ------------------------------------- | ------------------------------------- | ------------------------------------- | ------------------------------------- | ------------------------------------- | ------------------------------------- | ------------------------------------- | ------------------------------------- | ------------------------------------- |
| Temperatura máxima recorde (°C)                 | 14,0                                  | 18,3                                  | 22,3                                  | 30,2                                  | 31,4                                  | 36,1                                  | 37,1                                  | 37,1                                  | 30,1                                  | 26,6                                  | 17,4                                  | 14,1                                  | 37,1                                  |
| Temperatura máxima média (°C)                   | 1,8                                   | 3,1                                   | 7,8                                   | 14,1                                  | 19,6                                  | 22,1                                  | 24,3                                  | 24,0                                  | 18,9                                  | 13,3                                  | 6,6                                   | 3,0                                   | 13,2                                  |
| Temperatura média (°C)                          | −0,7                                  | 0,0                                   | 3,8                                   | 8,8                                   | 13,9                                  | 16,7                                  | 18,8                                  | 18,4                                  | 14,0                                  | 9,1                                   | 3,9                                   | 0,7                                   | 8,9                                   |
| Temperatura mínima média (°C)                   | −3,5                                  | −3,0                                  | 0,0                                   | 3,7                                   | 8,4                                   | 11,5                                  | 13,6                                  | 13,2                                  | 9,5                                   | 5,3                                   | 1,2                                   | −1,8                                  | 4,9                                   |
| Temperatura mínima recorde (°C)                 | −25,7                                 | −21,4                                 | −16,3                                 | −6,5                                  | −2,1                                  | 1,5                                   | 6,2                                   | 4,4                                   | 1,2                                   | −6,1                                  | −11,2                                 | −18,7                                 | −25,7                                 |
| Precipitação (mm)                               | 35                                    | 29                                    | 37                                    | 31                                    | 46                                    | 55                                    | 76                                    | 55                                    | 41                                    | 31                                    | 38                                    | 41                                    | 514                                   |
| Dias com precipitação                           | 9                                     | 8                                     | 9                                     | 7                                     | 9                                     | 10                                    | 11                                    | 10                                    | 8                                     | 8                                     | 9                                     | 10                                    | 108                                   |
| Fonte: Baseado nos anos de 1979–2013 2022-04-05 |                                       |                                       |                                       |                                       |                                       |                                       |                                       |                                       |                                       |                                       |                                       |                                       |                                       |

### Proteção ambiental
Existem várias áreas protegidas nas proximidades de Międzyrzecz. Existem dois locais Natura 2000 a sul da cidade:
- A área Natura 2000 Nietoperek com a reserva Nietoperek e o complexo natural e paisagístico da Região Fortificada de Uroczysko Międzyrzecki.
- A área Natura 2000 Dolina Leniwej Obry.

Além disso, nas proximidades da cidade, existem vários sítios ecológicos e várias áreas de paisagem protegida:
- 8A — Vale do rio Obra
- 13 — Calha dos rios Paklica e Ołobok

Existem vários monumentos naturais na cidade.

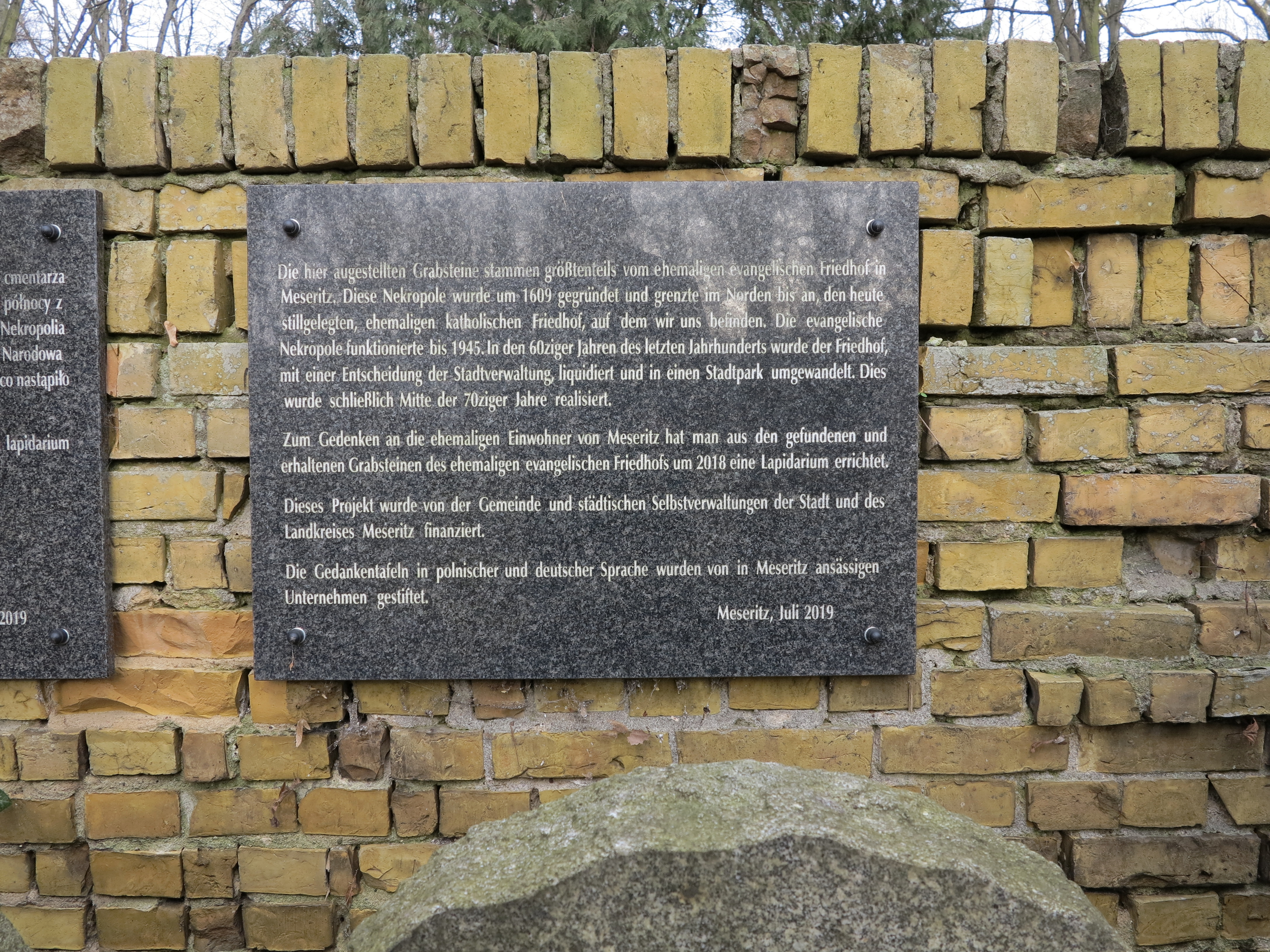
Placa comemorativa do cemitério protestante

| Localização                                            | Descrição                                                   | Ato legal                 |
| ------------------------------------------------------ | ----------------------------------------------------------- | ------------------------- |
| Międzyrzecz — rua Staszica                             | Álamo-branco — circunferência 525 cm, altura 30 m           | R.W.L. nr 41 z 19/05/2006 |
| Międzyrzecz — praça no monumento do 1000.º aniversário | Salgueiro-branco — circunferência 630 cm, altura 10 m       | R.W.L. nr 41 z 19/05/2006 |
| Międzyrzecz — rua Sienkiewicza                         | Salgueiro-branco — circunferência 437 cm, altura 15 m       | R.W.L. nr 41 z 19/05/2006 |
| Międzyrzecz — praça ao lado da igreja paroquial gótica | Olmo-pedunculado — circunferência 370 cm, altura 30 m       | R.W.L. nr 41 z 19/05/2006 |
| Międzyrzecz — pátio do museu                           | Tília-de-folhas-largas — circunferência 370 cm, altura 26 m | R.W.L. nr 41 z 19/05/2006 |

### Disposição espacial

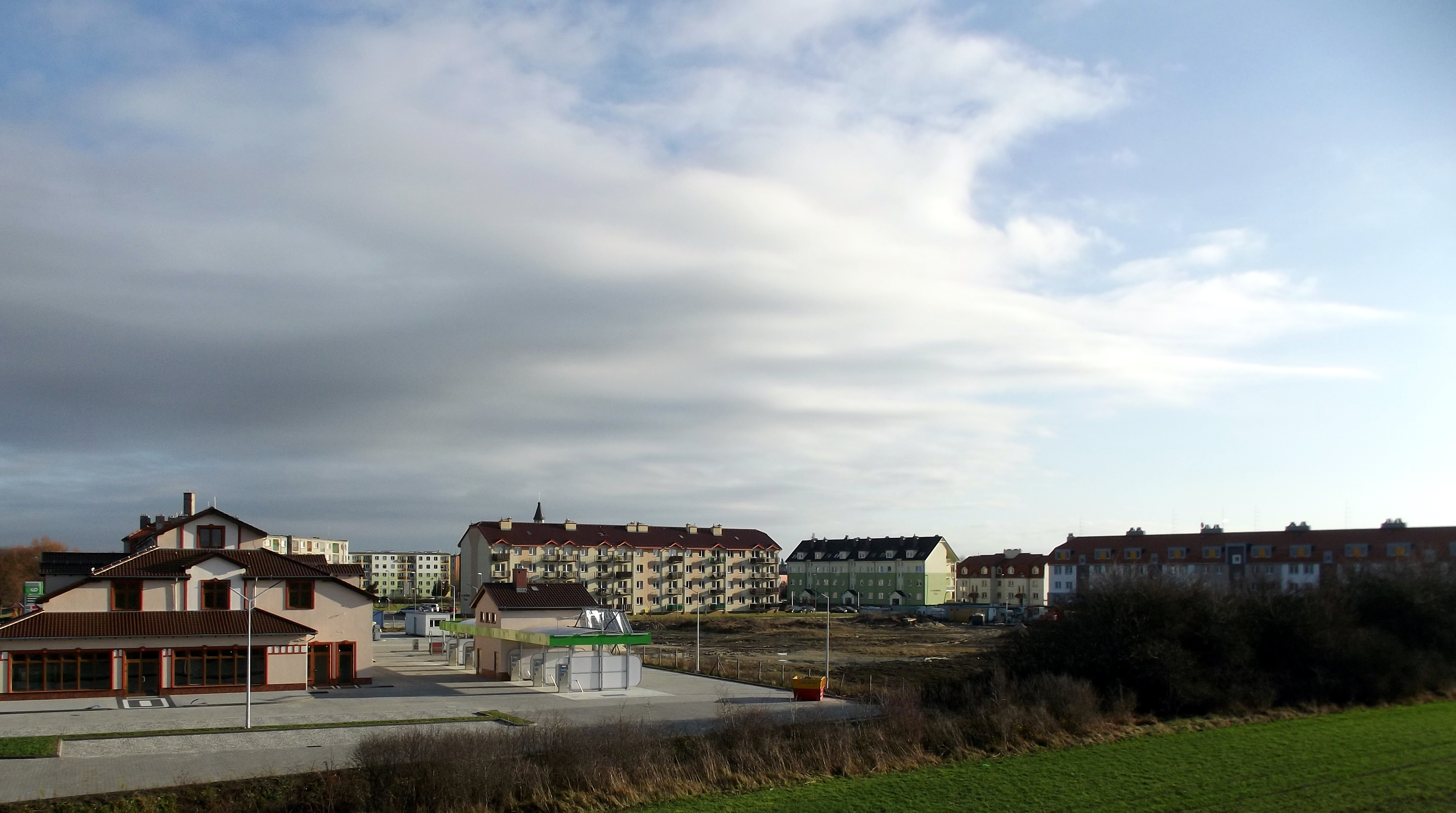
Parte do Conjunto habitacional ocidental

A imagem arquitetônica e comunicacional moderna da cidade é fruto do desenvolvimento e de muitas transformações ao longo de várias centenas de anos de funcionamento. O baluarte com o pátio exterior e povoações adjacentes (rua Targowa — zona da atual rua Garncarska, e Assentamento Agrícola — zona da antiga quinta do castelo e rua Winnica) já na virada dos séculos X e XI era um assentamento urbano. A disposição espacial da cidade após sua fundação ainda é legível. Na Idade Média, o desenvolvimento baseava-se na estrada que conduzia a Poznań. O curso em forma de leque das ruas é uma característica de Międzyrzecz naquela época. Todas as três estradas principais convergem radialmente na entrada da ilha do castelo (agora rua Podzamcze). A aparência da cidade medieval foi influenciada pela localização entre os rios, o que impossibilitou criar áreas de desenvolvimento mais extensas e comprimir a cidade nas muralhas defensivas. No final da Idade Média, a cidade lentamente ultrapassou as fortificações. Os subúrbios se desenvolveram nos períodos seguintes. O desenvolvimento lento, mas sistemático da cidade continuou até a virada dos séculos XIX e XX.

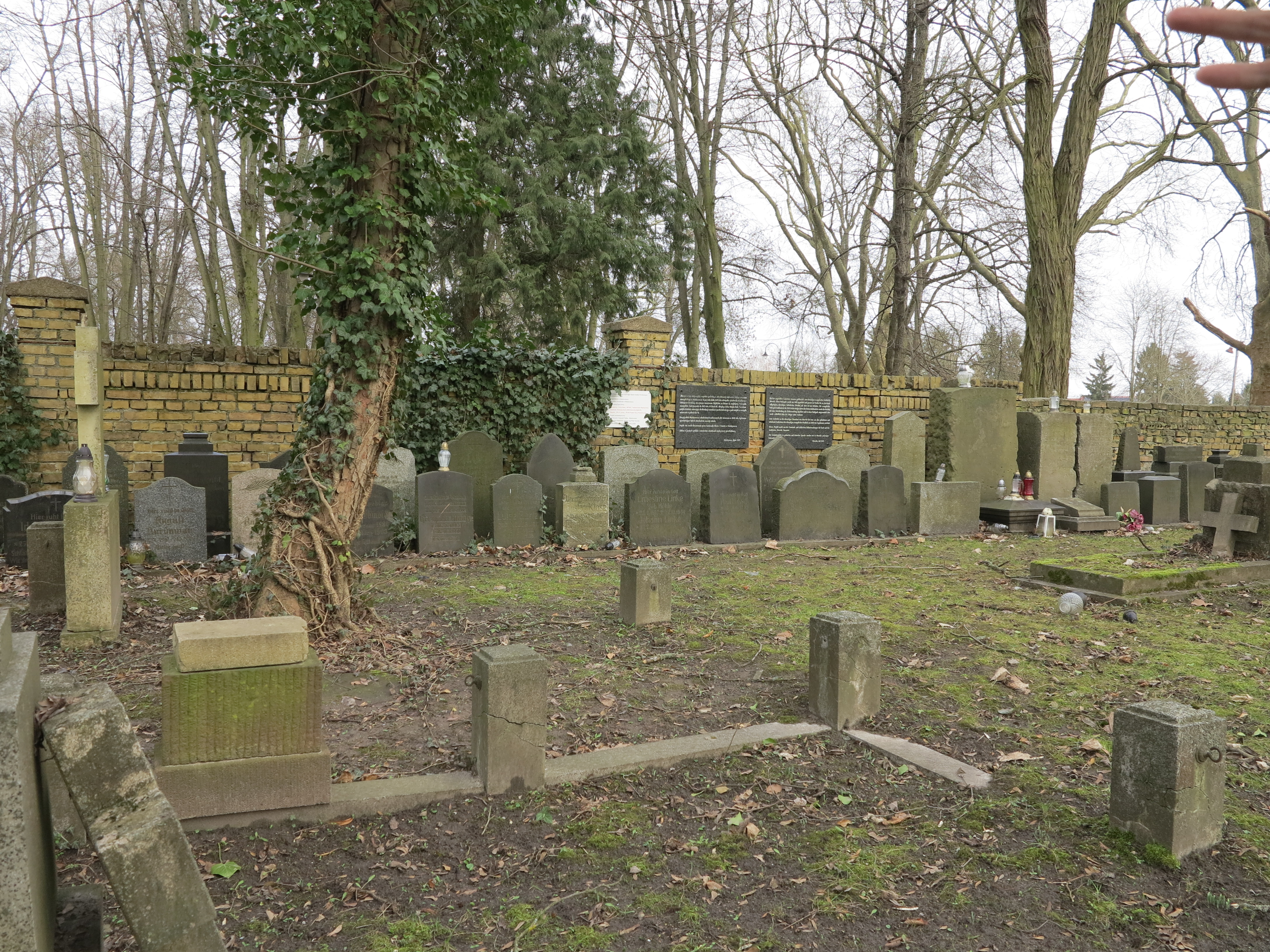
Lapidário com as pedras do antigo cemitério evangélico

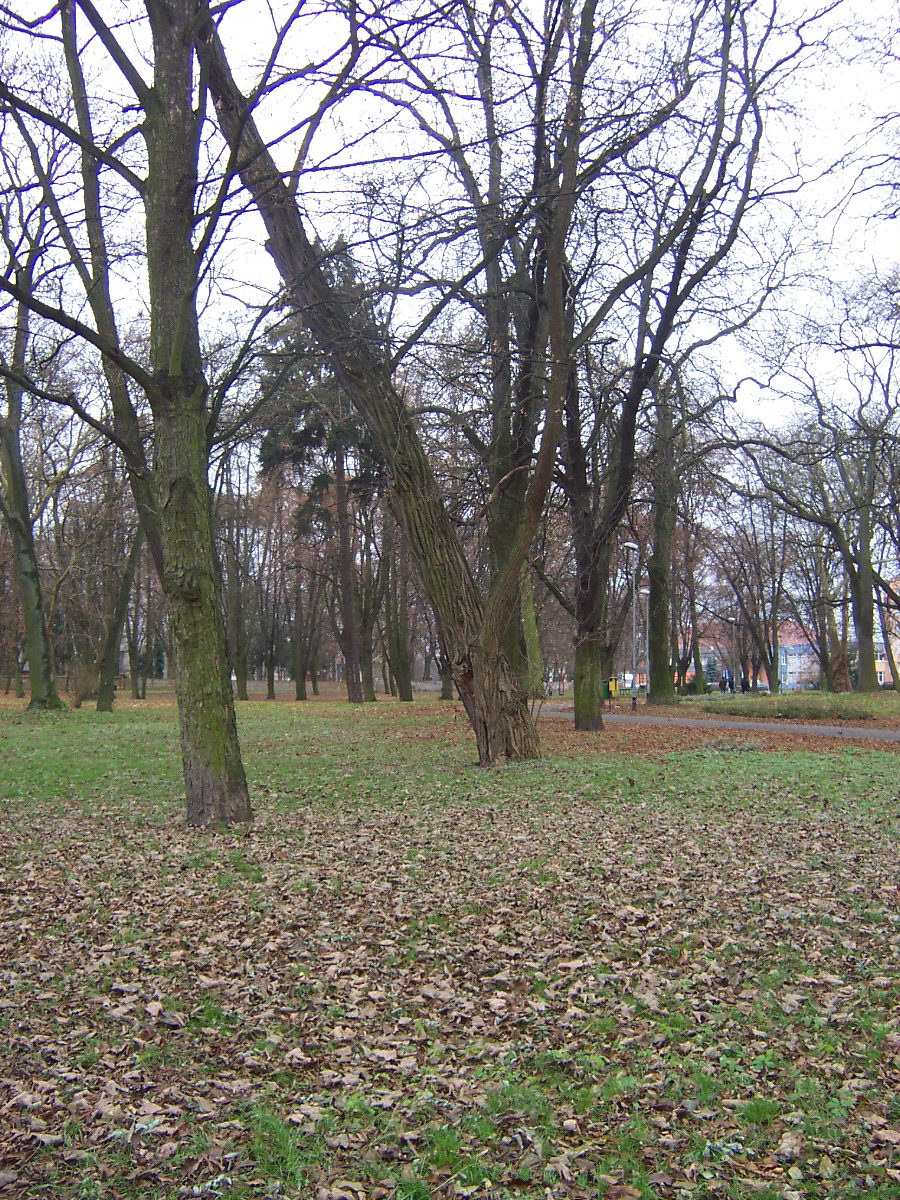
Parque na área do antigo cemitério evangélico

No início do século XX e no período entre guerras, a cidade e seu arranjo espacial se desenvolveram significativamente. Novos conjuntos habitacionais foram construídos e estradas, e ruas os conectam. Além disso, em 1923, a vila de Winnica foi anexada a Międzyrzecz e, em 1928, o complexo hospitalar de Obrawalde com suas áreas adjacentes, hoje conhecido como Obrzyce. Mudanças significativas na disposição espacial da cidade ocorreram após a Segunda Guerra Mundial devido à destruição da cidade (principalmente na Cidade Velha). Hoje em dia em Międzyrzecz, para além da zona da Cidade Velha, foram distinguidos vários serviços e conjuntos habitacionais:
- Conjunto habitacional Ocidental
- Conjunto habitacional Kasztelańskie
- Conjunto habitacional do Castelo
- Conjunto habitacional Reymonta
- Conjunto habitacional Piastowskie
- Conjunto habitacional Centrum (área dos antigos subúrbios)
- Conjunto habitacional 40-lecia
- Conjunto habitacional geneneral W. Sikorskiego
- Conjunto habitacional Sienkiewicza
- Conjunto habitacional do rio Obra

O rio Obra que atravessa Międzyrzecz divide-os em duas partes: a margem direita (norte) com a parte industrial dominante, e a margem esquerda (sul), onde predominam os edifícios residenciais e de serviços, com uma pequena parte industrial no parte leste da cidade.

### Desenvolvimento espacial
A divisão de terras na cidade (a partir de 2005)
| Tipo                          | Área     |
| ----------------------------- | -------- |
| Fazendas                      | 481 ha.  |
| Florestas e terras florestais | 24 ha.   |
| Outras terras                 | 521 ha.  |
| Total                         | 1026 ha. |

Estrutura de propriedade da terra em Międzyrzecz:
- Terra do Tesouro do Estado – 318 ha.
- Terra de comunas e associações intercomunitárias – 348 ha.
- Terrenos pertencentes a entidades legais do governo local e terrenos cujos proprietários são desconhecidos – 2 ha.
- Terra de pessoas físicas – 245 ha.
- Terras de igrejas e associações religiosas – 1 ha.
- Terra dos condados – 27 ha.
- Terras da voivodia – 63 ha.
- Terra das sociedades de direito comercial – 23 ha.

## Demografia
Conforme os dados do Escritório Central de Estatística da Polônia (GUS) de 31 de dezembro de 2022, Międzyrzecz é uma cidade pequena com uma população de 17 057 habitantes (8.º lugar na voivodia da Lubúsquia e 250.º na Polônia), tem uma área de 10,26 km² (20.º lugar na voivodia da Lubúsquia e 582.º lugar na Polônia) e uma densidade populacional de 1 662,48 hab./km² (5.º lugar na voivodia da Lubúsquia e 109.º lugar na Polônia). Nos anos 2002–2021, o número de habitantes diminuiu 7,7%.
Os habitantes de Międzyrzecz constituem cerca de 30,16% da população do condado de Międzyrzecz, constituindo 1,74% da população da voivodia da Lubúsquia.
| Descrição                         | Total      | Total     | Mulheres   | Mulheres  | Homens     | Homens    |
| --------------------------------- | ---------- | --------- | ---------- | --------- | ---------- | --------- |
| unidade                           | habitantes | %         | habitantes | %         | habitantes | %         |
| população                         | 17 057     | 100       | 8 916      | 52,3      | 8 141      | 47,7      |
| superfície                        | 10,26 km²  | 10,26 km² | 10,26 km²  | 10,26 km² | 10,26 km²  | 10,26 km² |
| densidade populacional (hab./km²) | 1 662,48   | 1 662,48  | 869,47     | 869,47    | 793,01     | 793,01    |

Uma tendência constante por vários anos tem sido um leve fluxo de pessoas da cidade, causado tanto pela procura de trabalho em outras cidades polonesas e no exterior, quanto pela migração para partes não urbanizadas da comuna.
Em 31 de dezembro de 2014, 1 524 desempregados registrados na comuna de Międzyrzecz estavam registrados no Escritório de Emprego do Condado de Międzyrzecz.
| 2.º semestre século IX | cerca de 100 | 1952 | 7641  |
| meados século XVI      | 600-1000     | 1961 | 11000 |
| 1793                   | 2502         | 1968 | 12305 |
| 1800                   | 3539         | 1976 | 16800 |
| 1808                   | 3712         | 1980 | 17700 |
| 1828                   | 4110         | 1995 | 20269 |
| 1850                   | 4836         | 1996 | 20346 |
| 1875                   | 4676         | 2000 | 18865 |
| 1913                   | 6199         | 2005 | 18698 |
| 1929                   | 9550         | 2010 | 18472 |
| 1939                   | 12096        | 2015 | 18459 |

## Toponímia
Międzyrzecz leva o nome da sua localização entre os rios Obra e o Paklica que fluem por ela. A primeira menção e, em simultâneo, o nome da cidade Mezerici, é anotado por Dietmar de Merseburgo. Em períodos subsequentes, a cidade é referida em vários documentos como: Mecirecze, Myedzyrzecz, Myedzyrzecze, Mazirecs. A aldeia na forma polonesa antiga latinizada Mezyriecze é notada por Galo Anônimo em sua Crônica polonesa escrita nos anos 1112–1116.
A cidade foi registrada em polonês, alemão e latim em 1005 como “Mezerici”, nos anos 1095−1102 como “Meczirecze, Medzyrzecze, Miedzyrzecz, Medirecze, Medzyrzecz, Mazerice, Myedzirzecz”, 1232 “Mezerets”, 1245 “Meserecz”, 1246 “Medzirzecz, Myedzyrzecz”, 1259 “Meseriz, Mesereize”, 1260 “Mezeriz”, 1261 “Mazirecs”, 1268 “Myedzyrzecze”, 1275 “Mezirecz”, 1303 “Mezirec”, 1309 “Mezirzecz”, 1312 “Meseritz”, 1316 “Meseritcz”, 1329 “Mezericz”, 1335 “Medzirecz”, 1359 “Mesericz”, 1362 “Meczirzecz”, 1374 “Medzerecz”, 1397 “Medzericz”, 1402 “Medzrzecz”, 1402−1408 “Meszeritcz”, 1412 “Medzerzecz”, 1412 “Mozericz”, 1413 “Medzczirz”, 1423 “Medzyrecz”, 1423 “Medzyrzrecz”, 1440 “Miedzirzecz”, 1457 “Myedzirecz”, 1462−1465 “Myedzyrzetcz, Myedzirzetc”, 1465 “Myedzyrecz”, 1474 “Messeritz”, 1481 “Myedzyrzeczs”, 1493 “Myedzyrzecze”, 1502 “Myedzyrzech”, 1517 “Myedzyrzek”, 1944 “Meseritz”.
Após a Segunda Partição da Polônia em 1793–1945, a cidade foi incorporada à Prússia e o nome da cidade foi germanizado para Meseritz.
Em 1945, a forma Międzyrzec também foi oficialmente usada e Międzyrzecz Wielkopolski. O nome atual foi aprovado oficialmente em 7 de maio de 1946.

## História

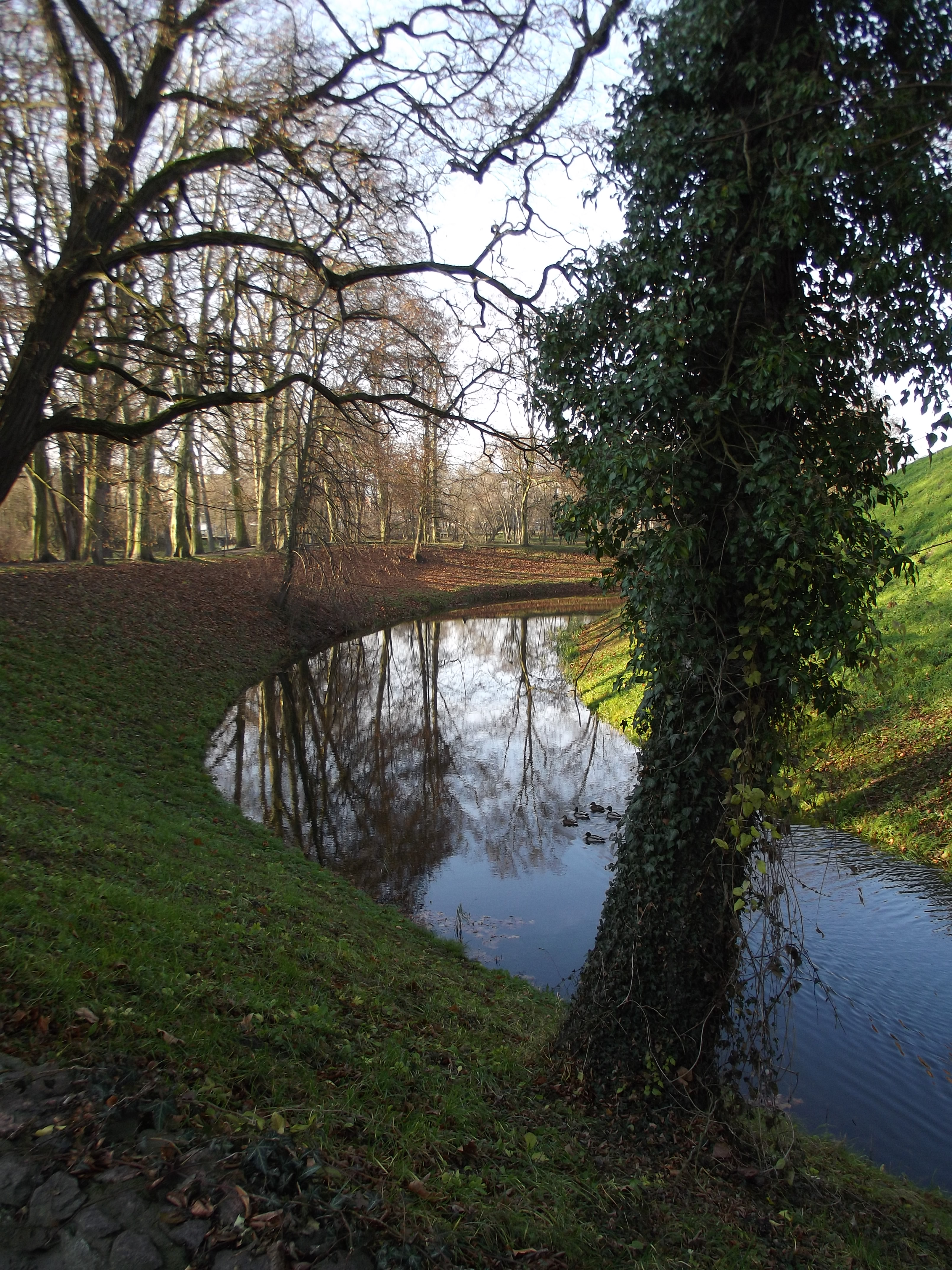
Muralha externa da antiga fortaleza com o fosso do castelo

Międzyrzecz é um dos centros mais antigos da Polônia. A cidade e a terra de Międzyrzecz podem ostentar uma rica linhagem de mais de mil anos. Sua história atual começa em meados do século X, durante os tempos de Miecislau I, quando a aldeia tribal foi incorporada ao Estado primitivo dos Piastas.
Nos anos 1095−1102 Międzyrzecz foi a sede da fortaleza e da castelania. Durante o reinado de Boleslau, o Bravo, a fortaleza foi reforçada e incluída na linha defensiva da fronteira ocidental da Polônia. Em 1002, um mosteiro foi fundado perto do assentamento, onde dois monges beneditinos foram instalados a convite do rei Boleslau. Durante o ano, juntaram-se a eles dois noviços e um servo de uma aldeia próxima. Em 1003, em 11 de novembro, eles foram assassinados e hoje são venerados como os Cinco Irmãos Mártires. Devido à localização fronteiriça e no cruzamento de rotas comerciais, o povoado desenvolveu-se rapidamente. Ao mesmo tempo, inúmeras invasões armadas ocorreram neste local. Em meados do século XI, Międzyrzecz foi ocupada por pomeranos. Em 1094, Boleslau III a recapturou, como observado por Galo Anônimo: Uma vez ele partiu para a Pomerânia, onde já havia revelado a fama de seu nome, por sitiar a cidade de Międzyrzecz com tanta força e a invadiu com tanta violência que depois de um poucos dias ele forçou a guarnição a se render. Em 1157 Międzyrzecz foi saqueada pelo exército de Frederico Barbarossa.
O ano de 1248 é a data provável da fundação da cidade real, confirmada em 1259. No século XIV, para realçar a importância da cidade para esta parte do país e para realçar a autoridade régia, Casimiro, o Grande, ergueu um castelo de tijolos no local da fortaleza. Graças à produção e comércio de tecidos, a cidade e seus habitantes enriqueceram rapidamente. Na virada dos séculos XIV e XV, Międzyrzecz foi fortificada. O rápido desenvolvimento da cidade também foi assegurado pela sua localização nas proximidades das rotas Poznań–Lubusz e Frankfurt an der Oder–Magdeburgo. As fortificações e o castelo não salvaram Międzyrzecze do massacre de 1474, quando o castelo foi capturado pelo exército de Matias Corvino, apoiado pelo príncipe Jan II, o Louco, de Żagań e pelas forças de Głogów e Kożuchów. Os defensores repeliram os primeiros ataques da infantaria húngara selecionada — Fekete Sereg (Exército Negro). O castelo foi provavelmente tomado por traição. Jan Długosz afirmou que o portão foi aberto por pessoas ligadas ao burgrave, Sędziwoj de Żydowo. Outros, por outro lado, estão inclinados à tese de que o exército hostil foi admitido pelos partidários do duque de Żagań.

### Tempos modernos

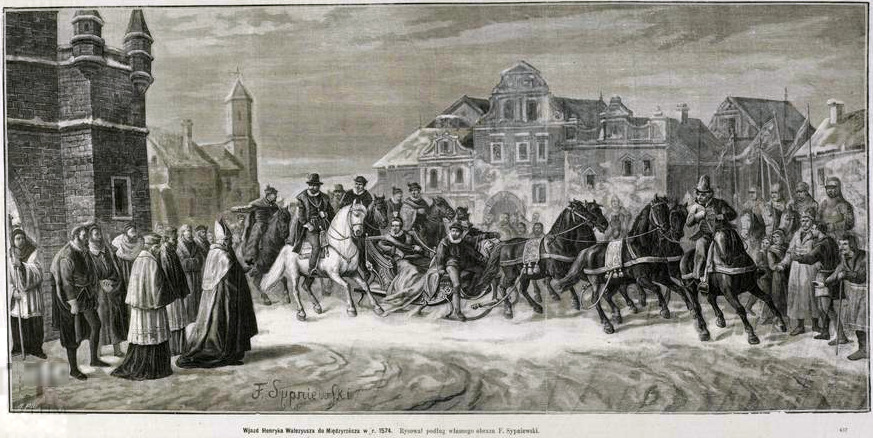
"Rei Henrique III da França chega ao castelo em Międzyrzecze em 1574" Feliks Sypniewski (1882)

Outra tragédia aconteceu em 1520. Em outubro, durante a guerra de 1519-1521, Międzyrzecz foi arrasada. Graças à ajuda do rei Sigismundo I, o Velho, e ao trabalho dos habitantes, a cidade cresceu rapidamente. Durante o reinado de Sigismundo II Augusto, Międzyrzecz recebeu o direito de armazenamento em 1565.
A cidade estava situada em Międzyrzecki Starosty, no condado de Poznań da voivodia de Poznań.
Os séculos XVII e XVIII trouxeram à cidade uma série de desastres resultantes de guerras, marchas militares, epidemias, inundações e incêndios, que levaram à destruição da cidade e ao colapso do seu desenvolvimento. Em 1793, Międzyrzecz foi tomada pela Prússia durante a Segunda Partição da Polônia. Durante as Guerras Napoleônicas, como resultado da Revolta da Grande Polônia, vitoriosa para os poloneses, a cidade retornou brevemente à Polônia, entrando nas fronteiras do Ducado de Varsóvia dentro de suas fronteiras, até 1815, quando estava novamente sob o domínio prussiano.
Conforme o censo alemão de 1905, Międzyrzecz tinha 5 800 habitantes naquela época, incluindo 94,0% alemães, 2,9% poloneses e 2,9% judeus. O protestantismo era professado por 64,8% dos habitantes, o catolicismo — 32,2%.

### Entre guerras e Segunda Guerra Mundial

Região Fortificada de Międzyrzecki — um diagrama do subsolo

Até a Primeira Guerra Mundial, o desenvolvimento da cidade desacelerou. Um novo período de crescimento dinâmico cai no período entre guerras. Após a Revolta na Grande Polônia e o Tratado de Versalhes, a cidade permaneceu nas fronteiras da Alemanha. Nos primeiros anos do período entre guerras, Międzyrzecz era a capital e o centro da Marca de fronteira de Poznań-Prússia Ocidental. Teve uma expressão especial na imagem arquitetônica da cidade. Na década de 1930, devido à proximidade da fronteira polaco-alemã, a Região Fortificada de Międzyrzecz foi criada próximo de Międzyrzecz.
Em agosto de 1939, antes da invasão planejada da Polônia, os alemães criaram em Międzyrzecz um campo para civis poloneses detidos. O campo era composto por várias barracas de madeira. O campo foi fechado no início de outubro de 1939, e os poloneses foram transferidos para outros campos, incluindo o de Campo de concentração de Sachsenhausen, e alguns foram libertos. De junho a outubro de 1940, Międzyrzecz abrigou o chamado campo de redução, onde eram mantidos poloneses que fugiram dos trabalhos forçados.
Durante a Segunda Guerra Mundial, a organização clandestina polonesa “Odra” esteve presente em Miedzyrzecz e observou a atividade econômica alemã. No período 1942–1945, cerca de 10 mil pessoas foram mortas no hospital de Obrzyce como parte da Operação T4. Havia também campos de prisioneiros de guerra e campos de trabalhos forçados na cidade e seus arredores. Em 29 de maio de 1944, ocorreu uma batalha aérea entre a Luftwaffe alemã e a aviação norte-americana sobre a cidade. Em 30 de janeiro de 1945, a cidade foi liberta do domínio alemão e retornou à Polônia após 152 anos.

### Linha do tempo
Calendário dos eventos mais importantes:
- entre os séculos VI e VIII d.C. — fundação do primeiro assentamento eslavo na ilha na foz do rio Paklica com o rio Obra,
- segunda metade do século IX — fundação de um assentamento fortificado em seu lugar (como o principal centro da tribo do Baixo Brzeg),
- meados do século X — tomada armada do forte tribal pelo Estado piasta,
- 1001 — fundação por Boleslau, o Bravo de uma ermida beneditina perto da cidade — o primeiro mosteiro na Polônia,
- 10 de novembro de 1003 — martírio de cinco monges beneditinos que viviam lá (hoje chamados de Cinco Santos Irmãos de Międzyrzecki),
- 1005 — captura da cidade de Międzyrzecz pelo exército do imperador Henrique II na guerra com Boleslau, o Bravo; primeira menção oficial e preservada até hoje do assentamento de Międzyrzecki (incluído na “Crônica” do bispo alemão Dietmar de Merseburgo),
- 1094 — cerco e conquista da fortaleza pelo exército sob o comando do príncipe Boleslau III, anteriormente capturado pelos pomeranos,
- 1157 — devido à invasão de Frederico Barbarossa, o castelo é incendiado pela própria guarnição e temporariamente abandonado,
- 29 de janeiro de 1230 — primeira menção da castelania de Międzyrzecz, com Teodorico como o castelão,
- 1230–1248 — período em que a vila recebeu o título de cidade (há uma menção de colonos sob a Lei de Magdeburgo, liberada pelo bispo de Poznań do dízimo em 1248),[42]
- 1259 — menção dos chefes da aldeia e burgueses de Międzyrzecz — a mais antiga confirmação preservada do estatuto municipal de Międzyrzecz,
- 1269 — invasão do Margrave de Brandemburgo, Otto, o Pequeno. A cidade é saqueada e incendiada, a cidade permanece invicta apesar de ter sido incendiada,
- 1296–1315 — a castelania de Międzyrzecz passa a ser contradote da terceira esposa de Premislau II, Margarida de Brandemburgo,
- 1315 — anexação ilegal da castelania de Międzyrzecz após a morte de Margarida, dentro das fronteiras de Brandemburgo,
- 1326 — reanexação à Polônia durante a expedição do futuro rei Vladislau, o Breve contra os brandemburgos na região de Lubuskie,
- 1382–1385 — o castelo de Międzyrzecz participa da guerra civil na Grande Polônia ao lado dos partidários de Sigismundo de Luxemburgo,
- 1426 — juramento de lealdade ao rei Ladislau II Jagelão,
- 1474 — a cidade é destruída pelo exército de Matias Corvino; reconstrução da cidade,
- 1485 — confirmação do foral da cidade por Casimiro IV Jagelão,
- A partir do século XV — propriedade real utilizada pelo starosta sob a forma de arrendamento ou penhor, de cuja exploração obtinha rendimentos, mas sem poderes policiais e de execução na sua área,
- 1520 — reconstrução da cidade, destruída pelas tropas alemãs por ajudar os Cavaleiros Teutônicos,
- 1574 — passagem por Międzyrzecz o rei eleito Henrique III da França,
- a partir do 2.º semestre do século XVI — um centro do protestantismo,
- 1606 — a cidade é devastada por um grande incêndio,
- 1656 — fim da ocupação da cidade por Brandemburgo durante a invasão sueca,
- 1655–1718 — destruição da cidade pelas tropas alemãs, russas e suecas,
- 1710 — grande epidemia,
- 1731 — outro grande incêndio,
- 1780–1806 — “período de ouro” na história da cidade como um dos mais importantes centros europeus de comércio de tecidos,
- a partir de 1793 — após a segunda partição da Polônia Międzyrzecz passa para o domínio da Prússia,
- em 1802, os proprietários de terras do condado de Międzyrzecz fundaram a primeira sociedade agrícola na Polônia promovendo a agricultura moderna: a Sociedade Econômica da Prússia do Sul de Międzyrzecz.[43]
- 26 a 27 de novembro de 1806 — visita do imperador Napoleão Bonaparte,
- 1807–1815 — Międzyrzecz dentro do Ducado de Varsóvia,
- 1919 — devido à maioria de população alemã, o Tratado de Versalhes deixa a cidade dentro das fronteiras da Alemanha,
- 1939 — em Międzyrzecz, há um campo alemão para civis poloneses detidos.[38],
- 1940 — em Międzyrzecz, há um campo alemão para poloneses que fugiram do trabalho forçado na Alemanha nazista.[38],
- 1942–1945 — o crime em Obrzyce,
- 30 de janeiro de 1945 — após 130 anos, a cidade está de volta à Polônia; deslocamento da população alemã, a chegada de, entre outros repatriados das Fronteiras Orientais,
- 20 de fevereiro de 1945 — criação, por iniciativa dos autóctones poloneses, de uma unidade administrativa chamada Distrito de Fronteira, com sede em Dąbrówka Wielkopolska e, posteriormente, em Międzyrzecz, liderado pelo starosta Łucjan Brudło,
- 1946–1950 — a cidade é a sede do condado na voivodia de Poznań,
- 1950–1975 — a cidade é a sede do condado na voivodia de Zielona Góra,
- 1975–1999 — uma cidade dentro das fronteiras da voivodia de Gorzów,
- 1986–1987 — protestos em massa de moradores contra os planos de armazenar resíduos radioativos no porão da Região Fortificada de Międzyrzecz,
- 27 de maio de 1990 — criação da comuna autônoma de Międzyrzecz, com seus órgãos: prefeito, administração e conselho,
- 1991 — criação da Associação "Kontakt", que trata da organização da cooperação internacional entre Międzyrzecz e comunas parceiras,
- 1993 — conclusão da construção da estação de tratamento de esgoto,
- 1998 — comemoração dos 750 anos da concessão dos direitos de cidade,
- desde 1 de janeiro de 1999 — a cidade é a sede do condado na voivodia da Lubúsquia,
- 25 de junho de 1999 — abertura do salão de esportes e entretenimento no Conjunto habitacional Kasztelańskie,
- dezembro de 1999 — atribuindo a Międzyrzecz, como um dos líderes poloneses da cooperação externa, a Estrela de Ouro da Parceria (durante uma conferência internacional em Bilbau),
- 2003 — celebração do 1000.º aniversário da cidade de Międzyrzecz e a trágica morte dos Cinco Santos Irmãos de Międzyrzecz, proclamados padroeiros de Międzyrzecz pelo decreto papal,[44]
- 9 de maio de 2004 — inauguração de um novo edifício da sede do condado do Corpo de Bombeiros do Estado em Międzyrzecz (na rua Rokitniańska),
- 23 de agosto de 2006 — colocação em funcionamento do rodoanel da cidade, constituindo o percurso da estrada nacional n.º 3 e o percurso da estrada europeia 65, com dois entroncamentos rodoviários,
- 23 de setembro de 2006 — inauguração do Parque Industrial Międzyrzecz,
- 5 de dezembro de 2009 — inauguração da piscina municipal "Kasztelanka" no Conjunto habitacional Kasztelańskie,
- 21 de agosto de 2013 — colocação em uso do último trecho da via expressa S3 Międzyrzecz-Sulechów, com o entroncamento Międzyrzecz Południe,
- 15 de maio de 2014 — colocação em uso de um trecho da via expressa S3 Międzyrzecz-Gorzów Wielkopolski, com o entroncamento Międzyrzecz Północ,
- 24 de fevereiro de 2015 — inauguração de uma nova instalação da sede da polícia do condado em Międzyrzecz (na rua Pięć Świętych Braci Międzyrzeckich).

## Monumentos históricos

### Castelo

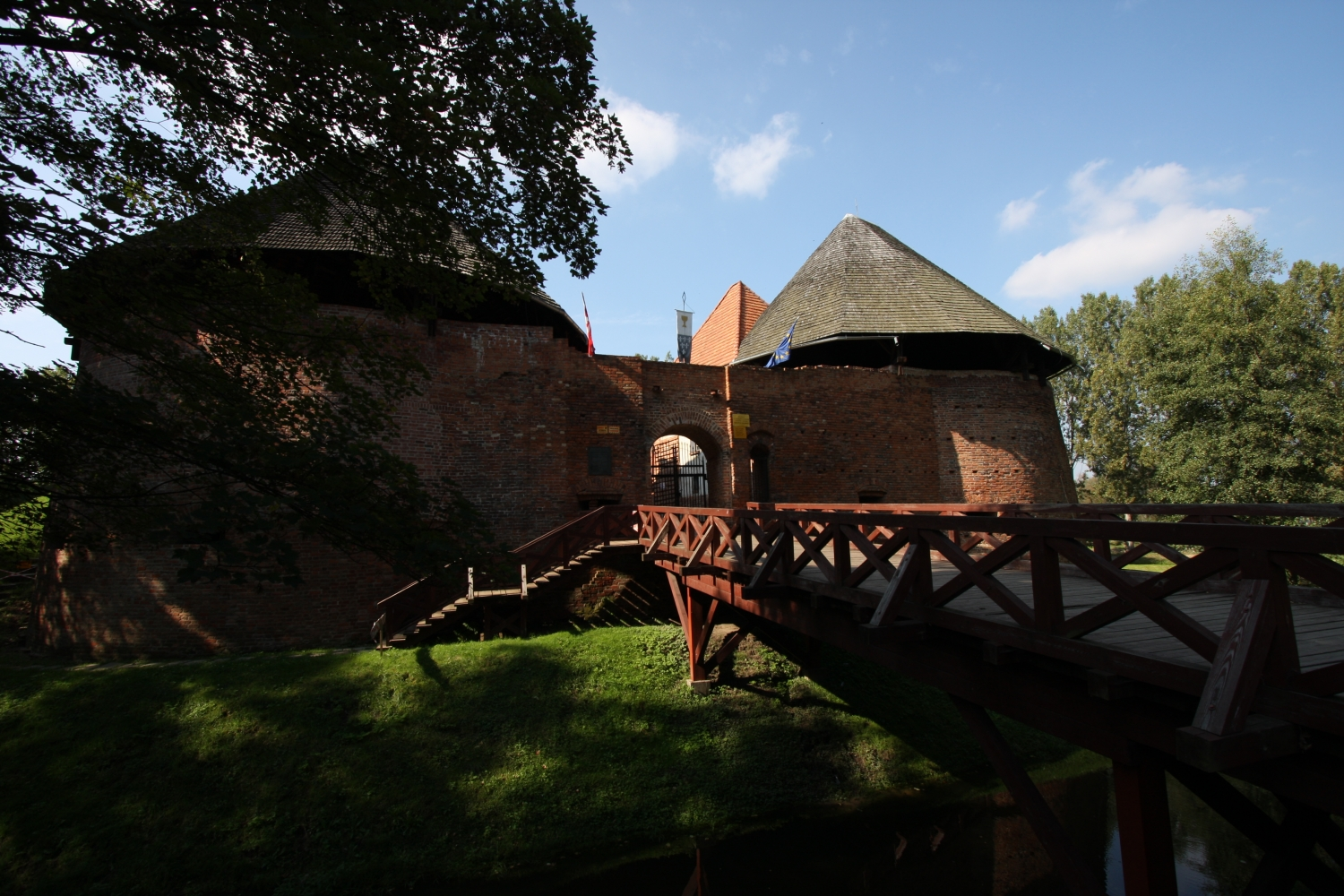
Ruínas do castelo

O Castelo de Międzyrzecz é um dos monumentos mais interessantes e valiosos da cidade. Construído a mando de Casimiro, o Grande, no século XIV. Foi reconstruído como resultado de operações militares. As maiores mudanças ocorreram depois de 1520. Foi então que duas poderosas torres de artilharia foram adicionadas. O castelo era a sede dos castelões e dos starostas de Międzyrzecz. As ruínas do castelo estão rodeadas por um fosso ao longo do qual corre a muralha exterior preservada do antigo burgo.

### Sede do starosta

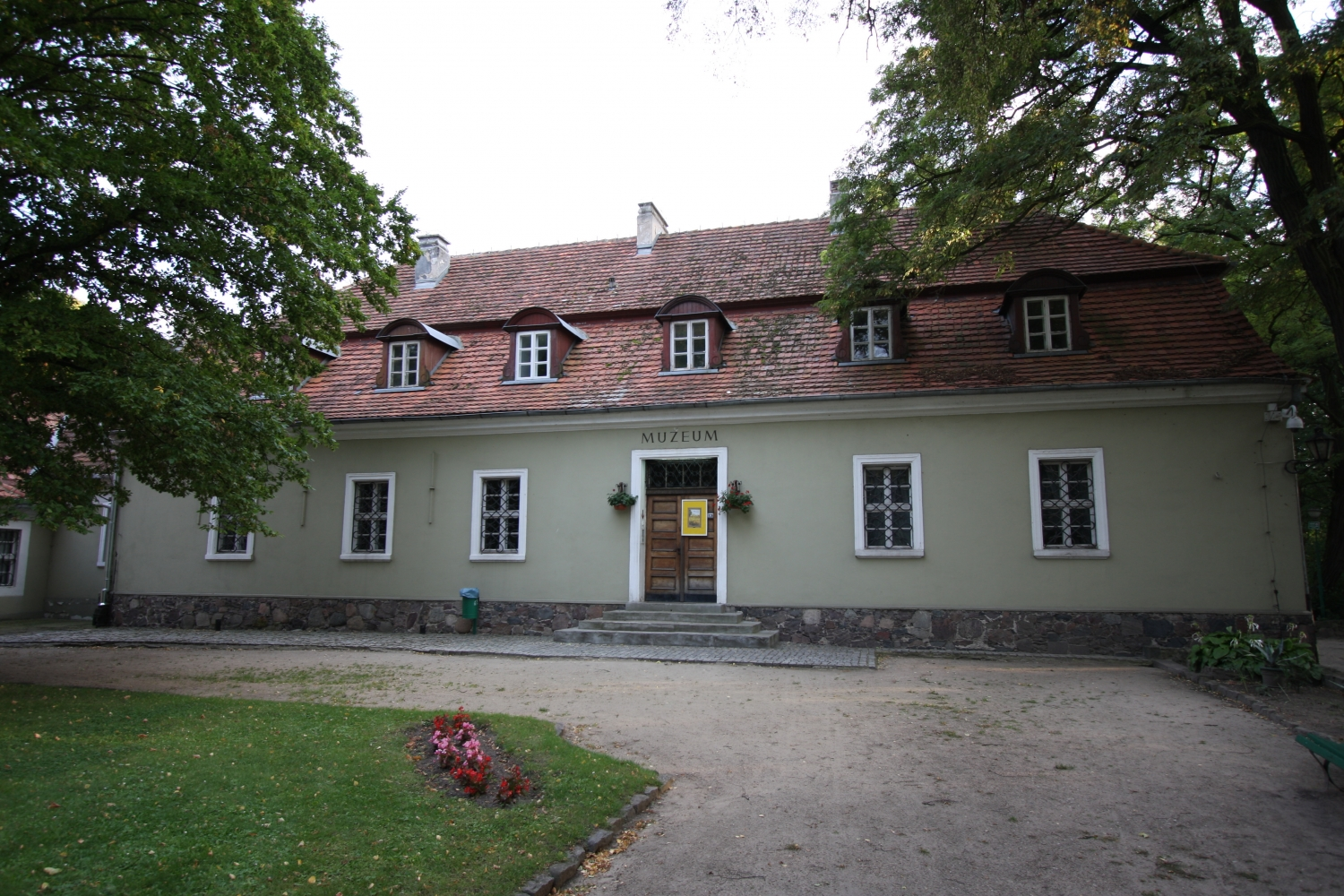
Antiga residência do starosta

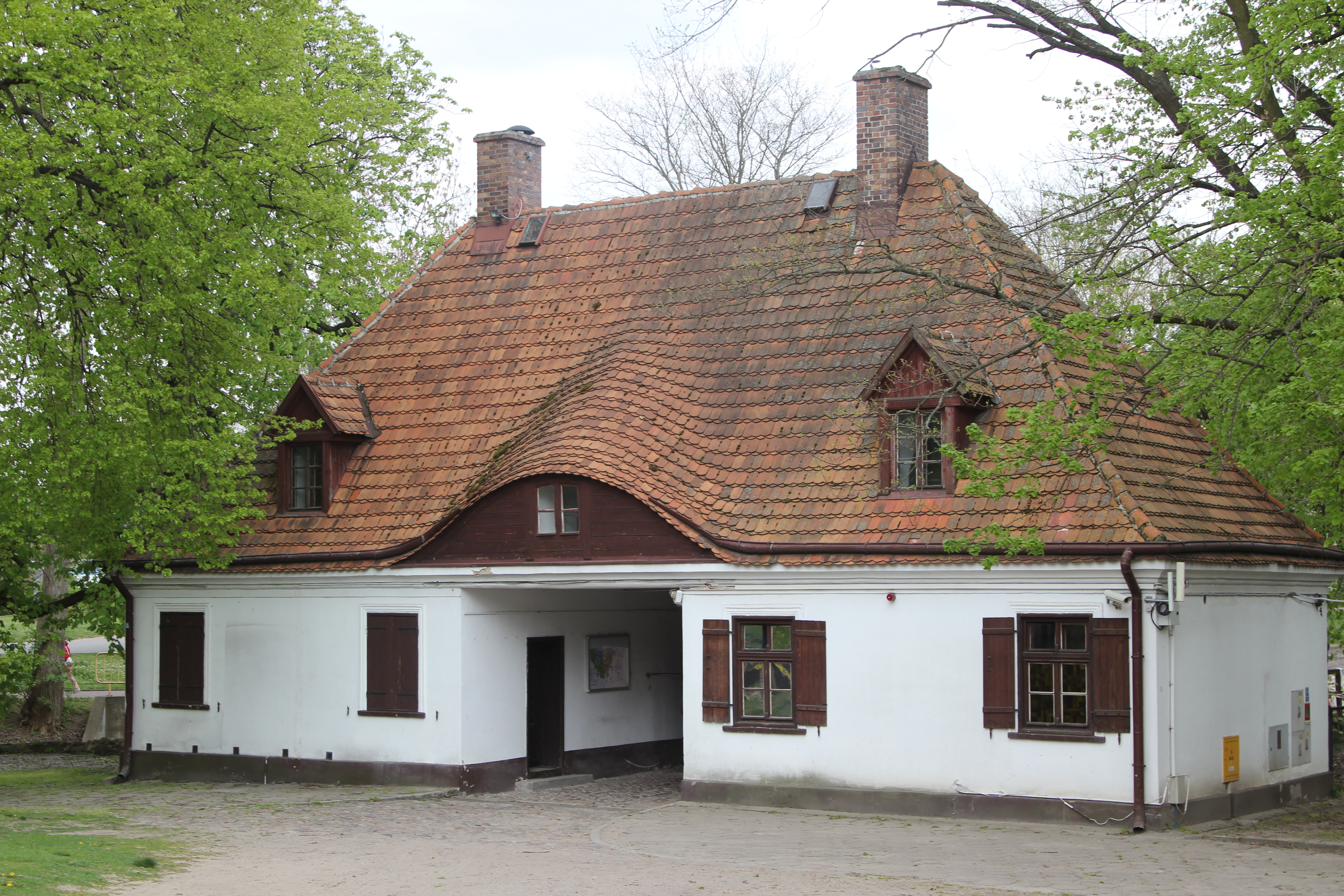
Portaria

Devido à destruição do castelo no final do século XVII, este não se tornou mais adequado moradia. No início do século XVIII, os starostas de Międzyrzecz ergueram uma nova sede perto da colina do castelo. Os edifícios incluem uma residência e um anexo a ela ligados, também do início do século XVIII. Atualmente, é a sede do Museu da Terra de Międzyrzecz Alfa de Kowalski:
- Residência do starosta de Międzyrzecz de 1719 (desde 1947 é a sede do museu — departamentos: arqueologia, história e arte),
- Casa senhorial do início do século XVIII (a partir de 1947 é a sede do museu — departamento de artesanato artístico e cultura popular)

O museu (a antiga sede dos starostas na rua Podzamcze) abriga a maior coleção de retratos de caixões da Polônia, bem como placas heráldicas e inscrições relacionadas aos costumes funerários sármatas. Esses retratos foram exibidos em muitas galerias famosas ao redor do mundo.
O Complexo do Museu Międzyrzecz também inclui outros edifícios localizados na ilha do castelo e no parque circundante:
- Estalagem do século XVIII — século XIX
- Portaria reconstruída em 1975, modelada em um edifício do século XVIII, destruída pelo exército soviético em 1945
- Parque ao redor do castelo e do complexo do museu, incluindo o fosso do castelo e o antigo leito do rio Paklica

### Prefeitura
Foi construída em 1581 com base em um privilégio concedido pelo rei Estêvão Báthory. Após um incêndio em 1666, foi erguido um novo edifício, que no piso térreo era feito de tijolos, e o primeiro andar era feito de uma estrutura de madeira. Devastado por incêndios subsequentes em 1731 e 1827. Após o último, foi reconstruída em sua forma classicista atual. Atualmente é um edifício de tijolos, em planta retangular, coberto por um telhado de dois andares com uma torre coberta por uma cúpula neogótica com uma lanterna. As elevações são articuladas pelo ritmo das pilastras. O eixo da fachada é acentuado com uma exposição ao nível da inclinação do telhado.

### Praça principal

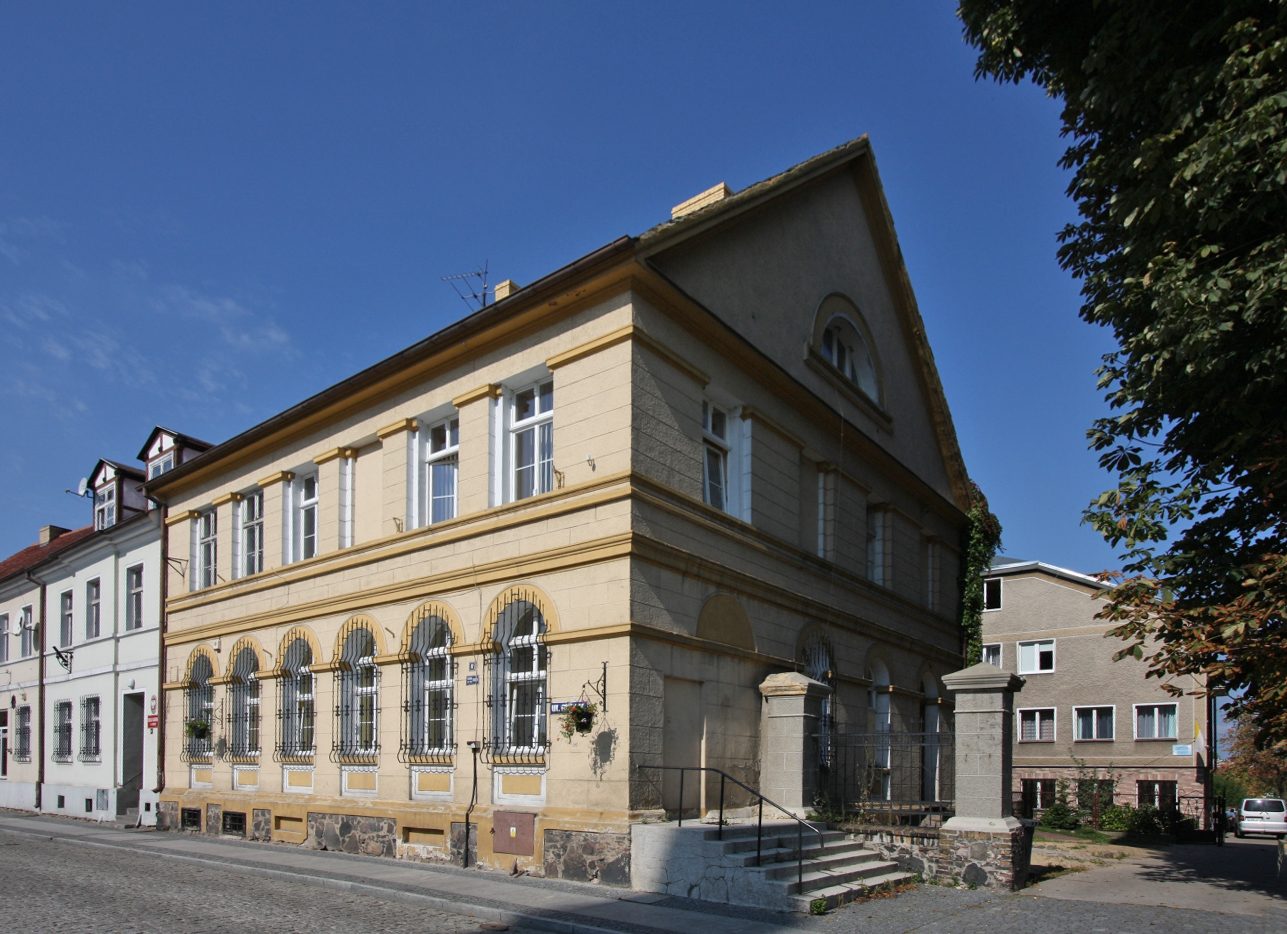
Parte do lado norte da praça principal

O antigo centro político e anfitrião da cidade. É composto por uma praça de forma e dimensões irregulares: 85 × 85 m x 81 × 67 m. Na parte central, encontra-se o edifício da Prefeitura (sede da cidade e da comuna de Międzyrzecz) e uma fonte. É cercada em três lados por conjuntos de casas de moradias (fachada norte, oeste e sul). Na parte norte da praça, há a igreja de Santo Adalberto, e no lado leste, uma praça ao lado, sendo um vestígio da destruição da cidade pelo exército soviético em 1945. Até fevereiro de 1945 havia várias mansões e em 1806 em uma delas (a mansão de Jan Jakub Volmer) Napoleão Bonaparte passou a noite e planejou um ataque à torre da prefeitura. Existem duas pequenas ruas que chegam à praça principal: Wesoła e Lipowa, cortada pela rua Młyńska, constituindo o trecho municipal da estrada provincial n.º 137. Em 2002, foi realizada a reconstrução da praça e seus arredores, resultando na exclusão de parte da praça — anteriormente designada como parque de estacionamento do tráfego de automóveis.

### Igreja paroquial de São João Batista

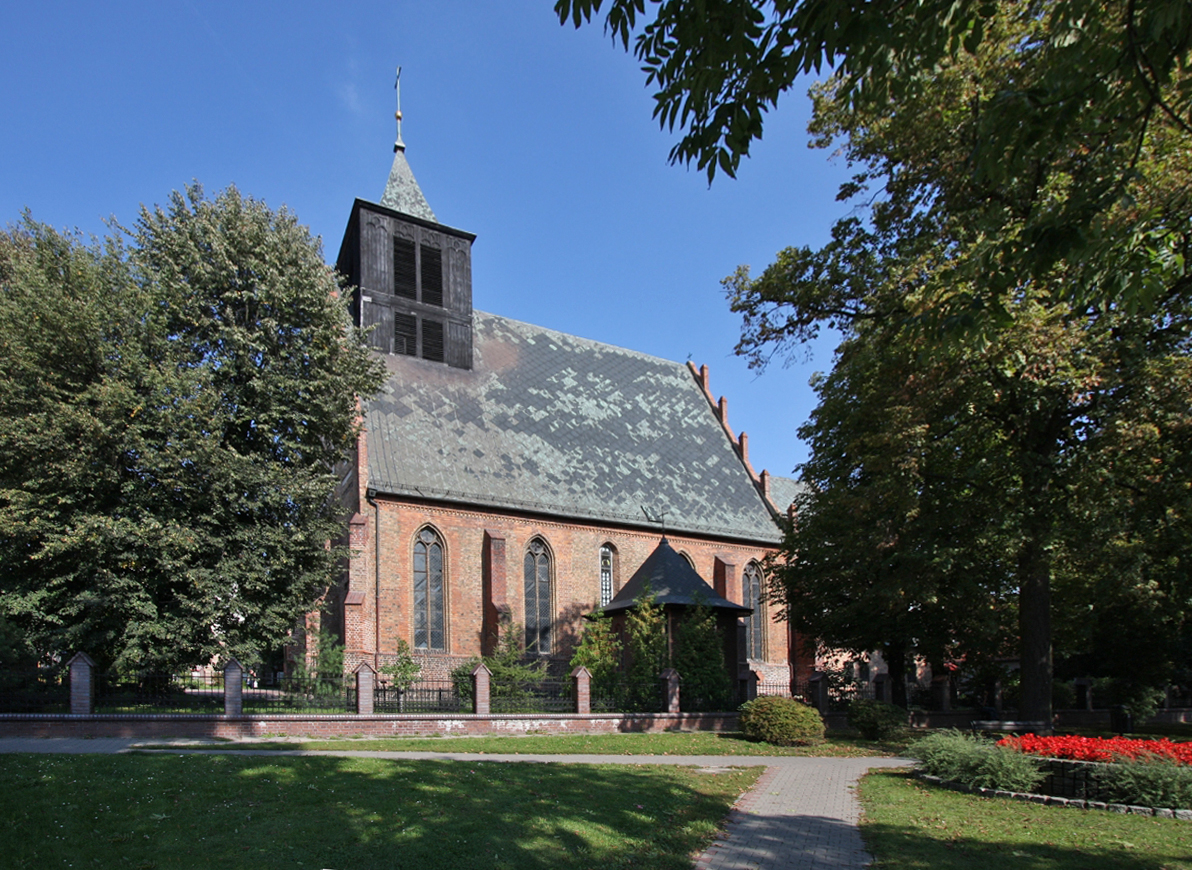
Igreja paroquial de São João Batista

Construída em 1474. A igreja paroquial foi reconstruída várias vezes no final do século XV (abóbadas da nave) e após a destruição em 1520. Em 1545, a capela-mor recebeu uma decoração de pintura renascentista da fundação de um dos starostas de Międzyrzecz. A igreja paroquial gótica é um edifício orientado, construído em tijolo vermelho. O interior tem uma planta de três naves, com presbitério de extremidade direita, sacristia a norte, alpendre e capela a sul, cobertos com telhados de duas águas As naves são cobertas por abóbadas em cruzaria de cinco vãos. A capela-mor é encimada por abóbada de berço com lunetas. Do lado de fora, a igreja é reforçada. As empenas da parede traseira (leste) são decoradas com pináculos e mascarões. Acima da parte ocidental do templo há uma torre baixa feita de madeira.

### Igreja paroquial de Santo Adalberto

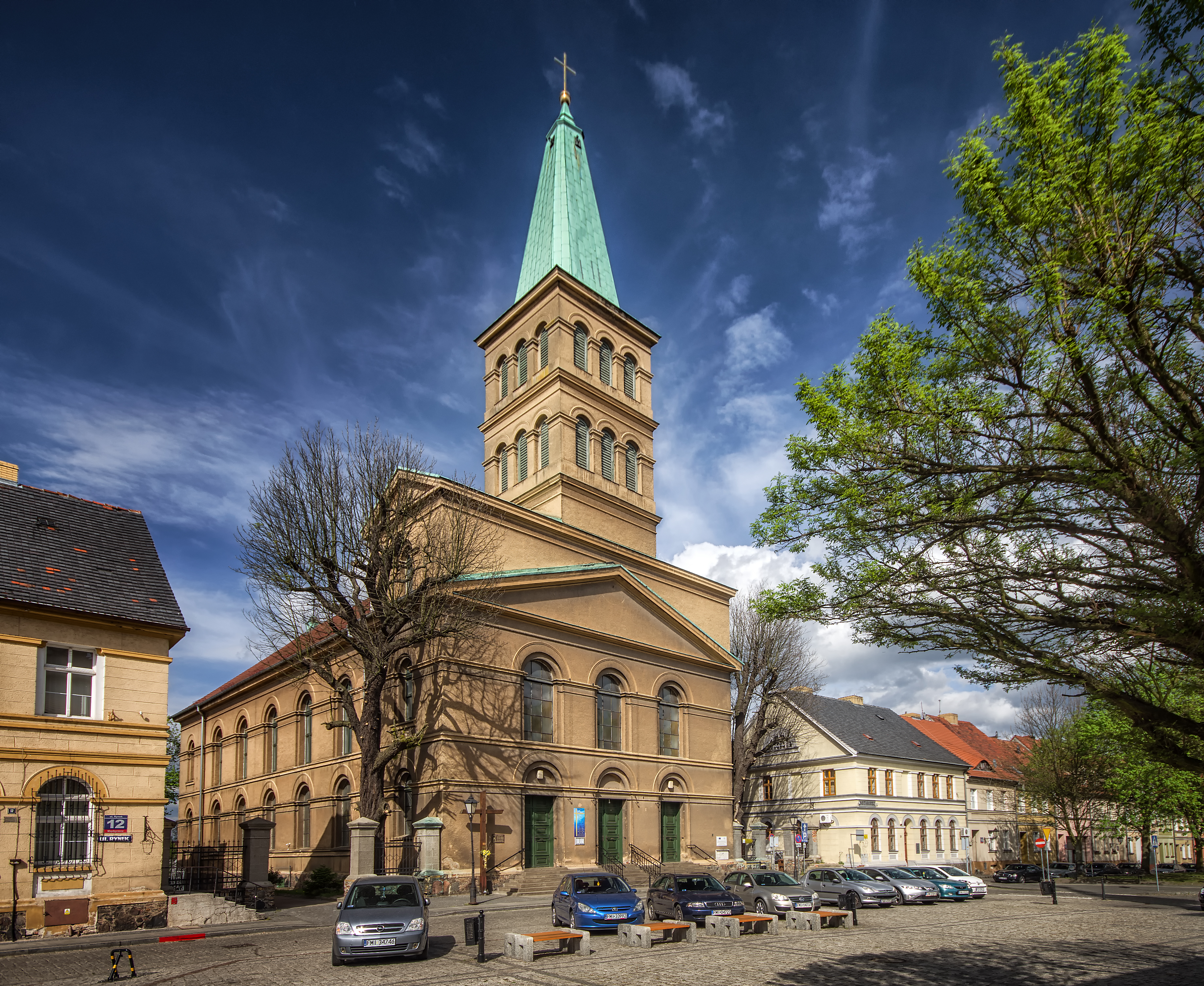
Igreja paroquial de Santo Adalberto

A igreja foi projetada por Karl Friedrich Schinkel e construída em 1834 no estilo clássico tardio. Até 1945, era uma igreja evangélica; desde 7 de dezembro de 1947, é uma igreja paroquial católica romana. Seu interior é de nave única. A fachada é encimada por frontão triangular e uma torre alta com cúpula de obelisco encimada por uma cruz dourada. No altar-mor encontra-se um quadro pintado em 1835 por Julius Hübner, representando Cristo e os quatro evangelistas.

### Sinagoga

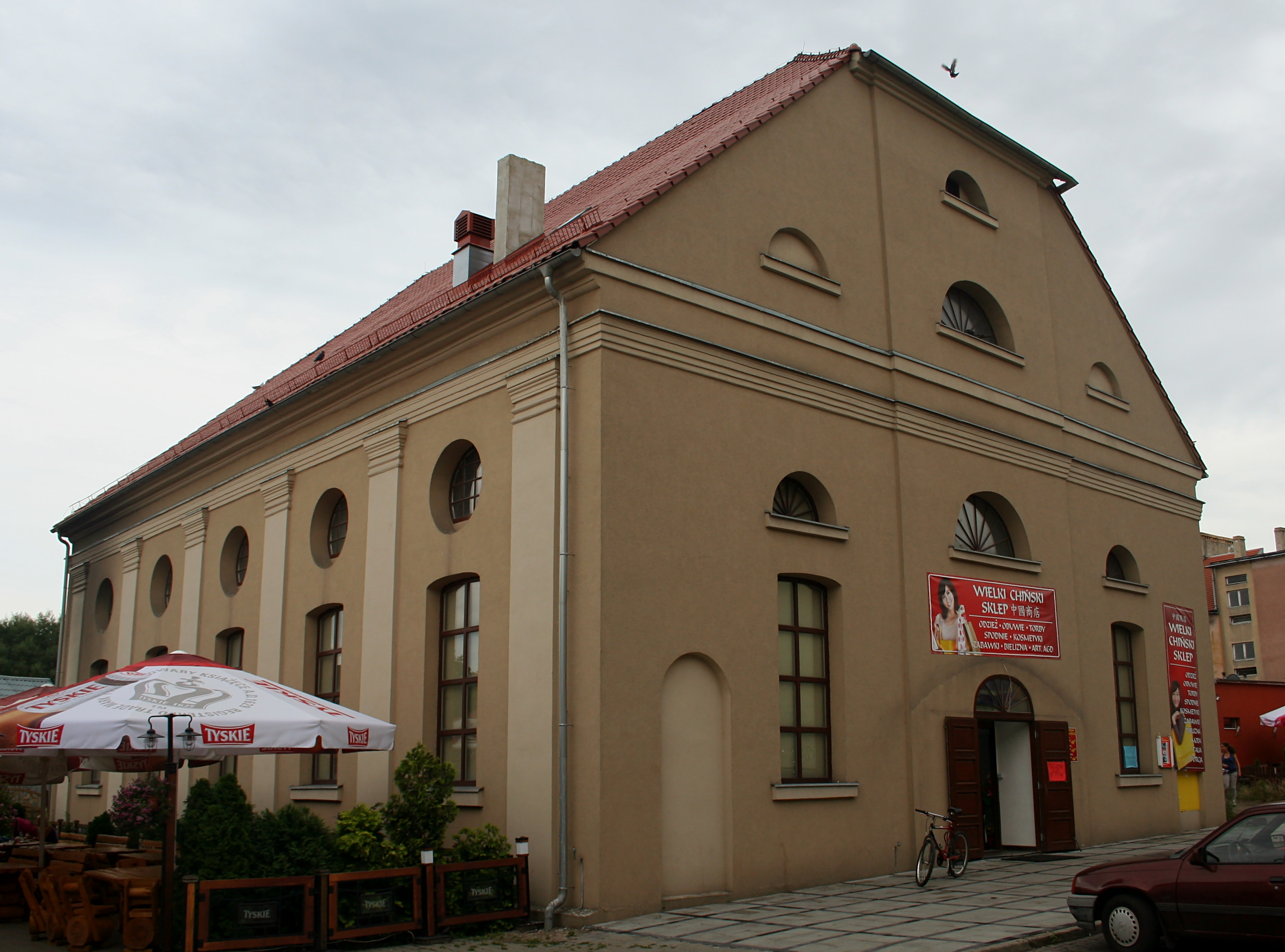
Sinagoga de Międzyrzecz

Construído entre 1825 e 1827, o atual edifício de tijolos foi erguido no local de um templo de madeira que havia sido incendiado. A sinagoga foi construída em estilo clássico. Em seu interior, somente um fragmento da Aron Kodesh (o equivalente a um altar católico) sobreviveu. Durante a Segunda Guerra Mundial, o prédio foi devastado. Atualmente, ele foi reformado e usado como uma loja.

### Outros monumentos
- Complexo de casas de moradias na Cidade Velha
- Complexo hospitalar com parque em Międzyrzecz-Obrzyce de 1901 a 1904
- Igreja da Exaltação da Santa Cruz em Międzyrzecz
- Ruínas do colégio jesuíta do século XVIII
- Igreja jesuíta — demolida[45]
- Edifício da igreja greco-católica do século XIX
- Edifícios públicos, industriais e administrativos da virada dos séculos XIX e XX
- Relíquias dos subúrbios (edifícios de um andar) — rua Vinnitsa
- Torre de água de 1914
- Até o final da década de 1950, havia uma torre Bismarck perto de Międzyrzecz
- Região Fortificada de Międzyrzecz (M.R.U.) — um sistema de fortificações militares subterrâneas de 1934–1936
- Cemitério judeu
- Estação ferroviária

### Proteção de monumentos

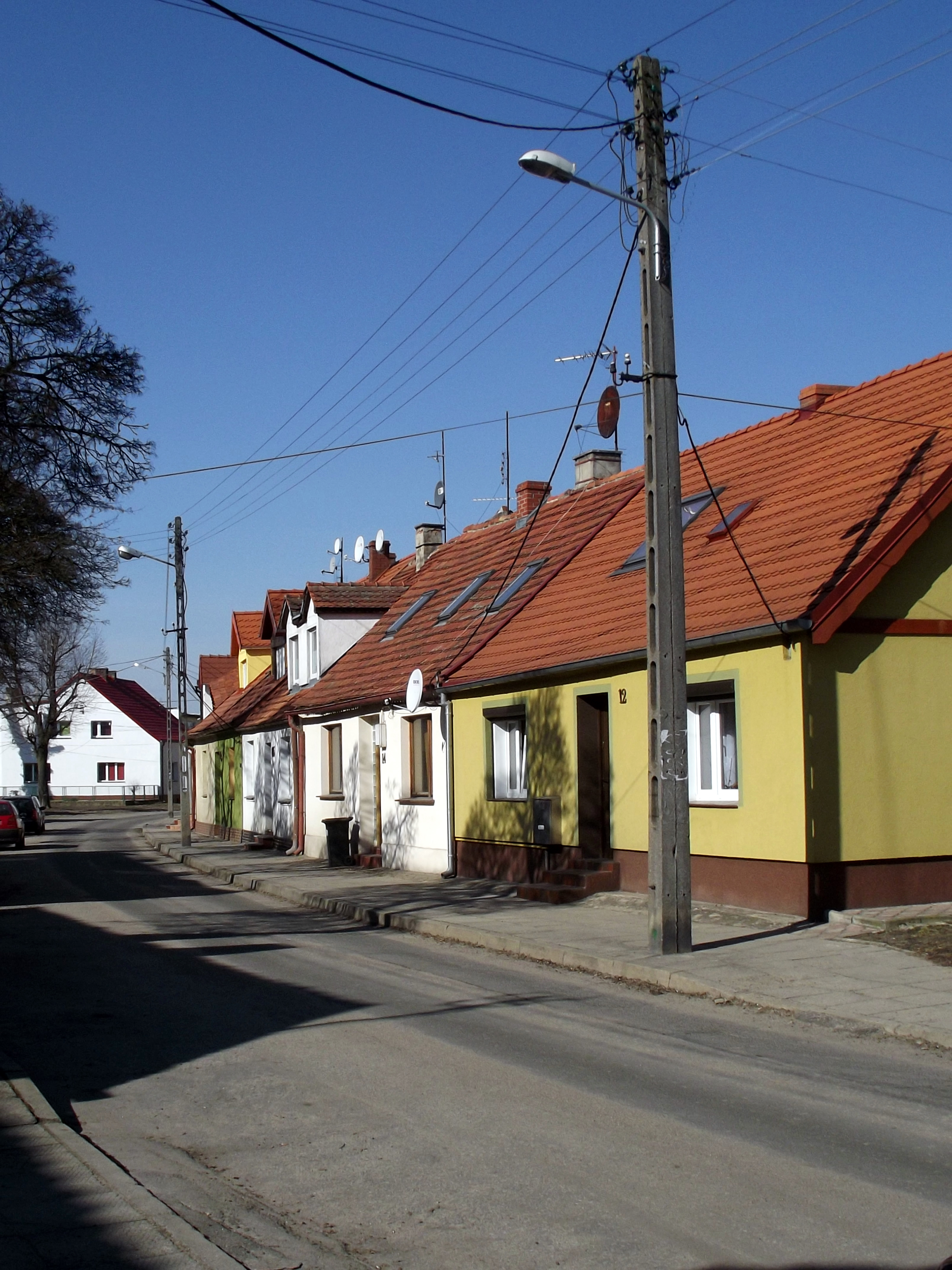
Rua Winnica

Existem duas zonas de conservação em Międzyrzecz: zona A — cobrindo a área restrita da Cidade Velha e zona B — cobrindo a área mais ampla da cidade.
Doze edifícios públicos foram inscritos no registro de monumentos localizados na cidade:
- Igreja paroquial de São João Batista dos séculos XIV-XV,
- Igreja paroquial de São Adalberto de 1834,
- Igreja luterana do século XIX (atual igreja dos Santos Cirilo e Metódio em Międzyrzecz)
- Sinagoga do século XIX
- Capela tumular de 1730
- Avenida Linden do século XIX — localizada ao longo da seção da rua Waszkiewicza (do cruzamento com a rua Reymonta até a junção Międzyrzecz Północ)
- Complexo do castelo dos séculos XIV a XIX
- Edifício da Prefeitura de 1813
- Prédio do tribunal de 1890
- Edifício da prisão de 1890
- Hospital polonês do século XIX
- Hospital evangélico do século XIX

e várias dezenas de outras instalações do início dos séculos XIX e XX, localizadas dentro e fora da Cidade Velha.

### Vegetação municipal

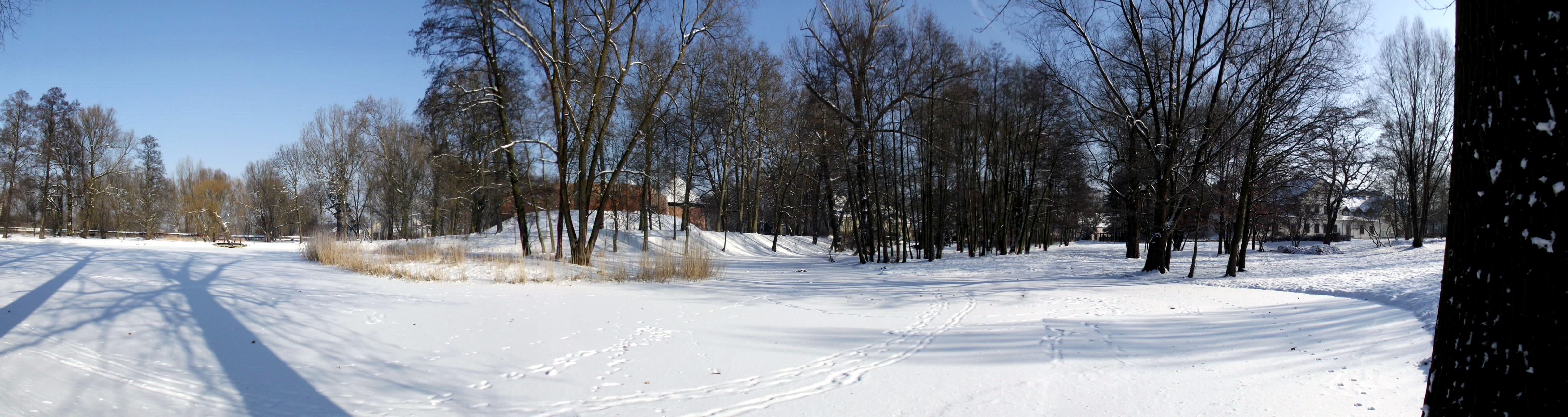
Panorama do parque do castelo

Parques e praças são uma das imagens mais importantes da cidade. Międzyrzecz tem dois grandes parques e várias outras áreas verdes:
- Parque do castelo da primeira metade do século XIX, com um rico arvoredo, vielas e pontes sobre o rio Paklica e o fosso do castelo. A avenida de plátanos ao longo da antiga muralha do castelo é extremamente valiosa;
- Parque municipal na área do antigo cemitério evangélico, com o sistema de vielas preservado.

Além dos parques, há também várias praças e áreas verdes em Międzyrzecz, por exemplo, uma praça na fachada leste da rua Rynek, uma praça no cruzamento principal da cidade, uma praça junto ao rio Obra (chamada “buraco do pato”), uma praça junto ao Monumento ao 1000.º Aniversário do Estado polonês, uma praça junto à igreja gótica de São João Batista, bem como o cinturão verde ao longo do rio Obra (alameda João Paulo II e o passeio da ponte ao estádio).
Nos anos 2019–2020, onze locais diferentes foram revitalizados como parte do programa de desenvolvimento de vegetação e recreação urbana. Cerca de 40 mil mudas de árvores e arbustos foram plantadas, muitos elementos de pequena arquitetura foram construídos — um relógio de sol, pérgulas, bancos e caixas de nidificação para pássaros. No âmbito deste projeto, foram ainda construídos um percurso de obstáculos, duas pontes, um ginásio ao ar livre e um campo de minigolfe.

## Infraestrutura

### Transporte rodoviário

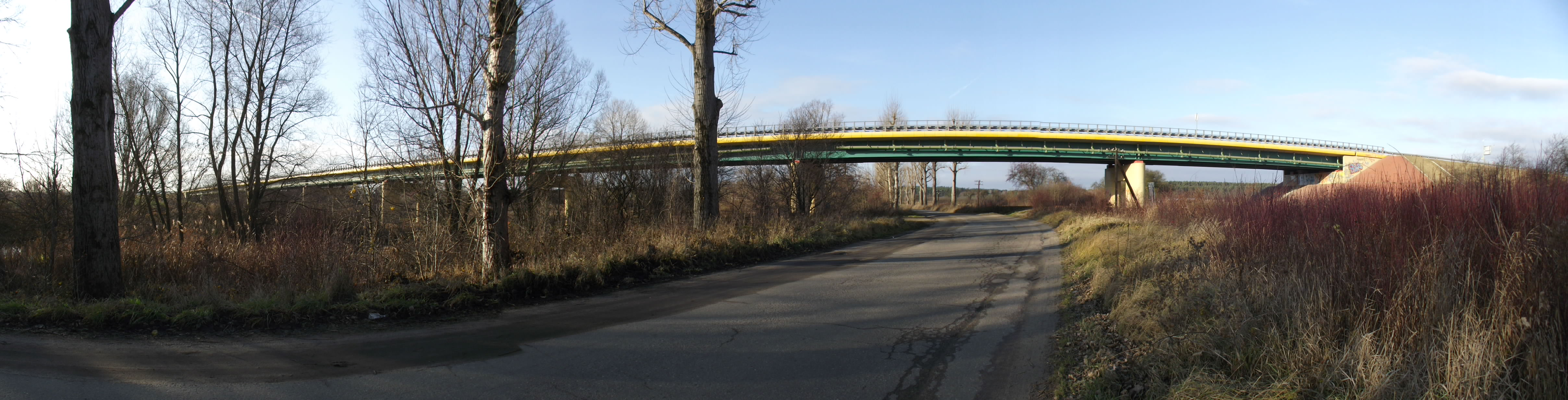
Ponte sobre o rio Obra ao longo da via expressa S3 e do anel viário de Międzyrzecz

Entre 1853 e 1863 foram construídas cinco estradas partindo de Międzyrzecz para Skwierzyna, Świebodzin, Frankfurt an der Oder, Międzychód e Zbąszyń.
Cerca de uma dezena de quilômetros ao sul da cidade passa a autoestrada A2, e o acesso mais próximo a ela é o entroncamento Jordanowo, localizado a 15 km ao sul do centro de Międzyrzecz (no entroncamento da rodovia A2 com a via expressa S3).
A oeste da cidade, há a via expressa S3, parte da qual é o desvio de Międzyrzecz. Existem três cruzamentos rodoviários nas proximidades da cidade: Międzyrzecz Norte, Międzyrzecz Oeste (ligação S3 com a estrada provincial n.º 137) e Międzyrzecz Południe. O desvio nordeste com outra ponte sobre o rio Obra serve como um complemento ao desvio da cidade em operação desde agosto de 2006 (contornando Międzyrzecz pelo oeste).
As duas principais vias de comunicação da cidade são: a antiga estrada nacional n.º 3, atualmente a estrada municipal (ruas: Kazimierza Wielkiego e Mieszka I) e a estrada provincial n.º 137 (ruas: Zachodnia, Młyńska, Rynek, 30 Stycznia, Poznańska), passando pelo cruzamento principal em Międzyrzecz.
O número total de todas as vias públicas geralmente acessíveis (ruas da cidade, excluindo a estrada S3) nas fronteiras administrativas da cidade é de 41,11 km.
Międzyrzecz tem quatro pontes rodoviárias (uma sobre o rio Obra e três sobre o Paklica) e cinco passarelas em ambos os rios (rio Obra: no estádio da cidade, no conjunto habitacional Kasztelański; rio Paklica: na rua Podzamcze, ao longo da rua Młyńska, próximo à praça principal).

### Transporte ferroviário

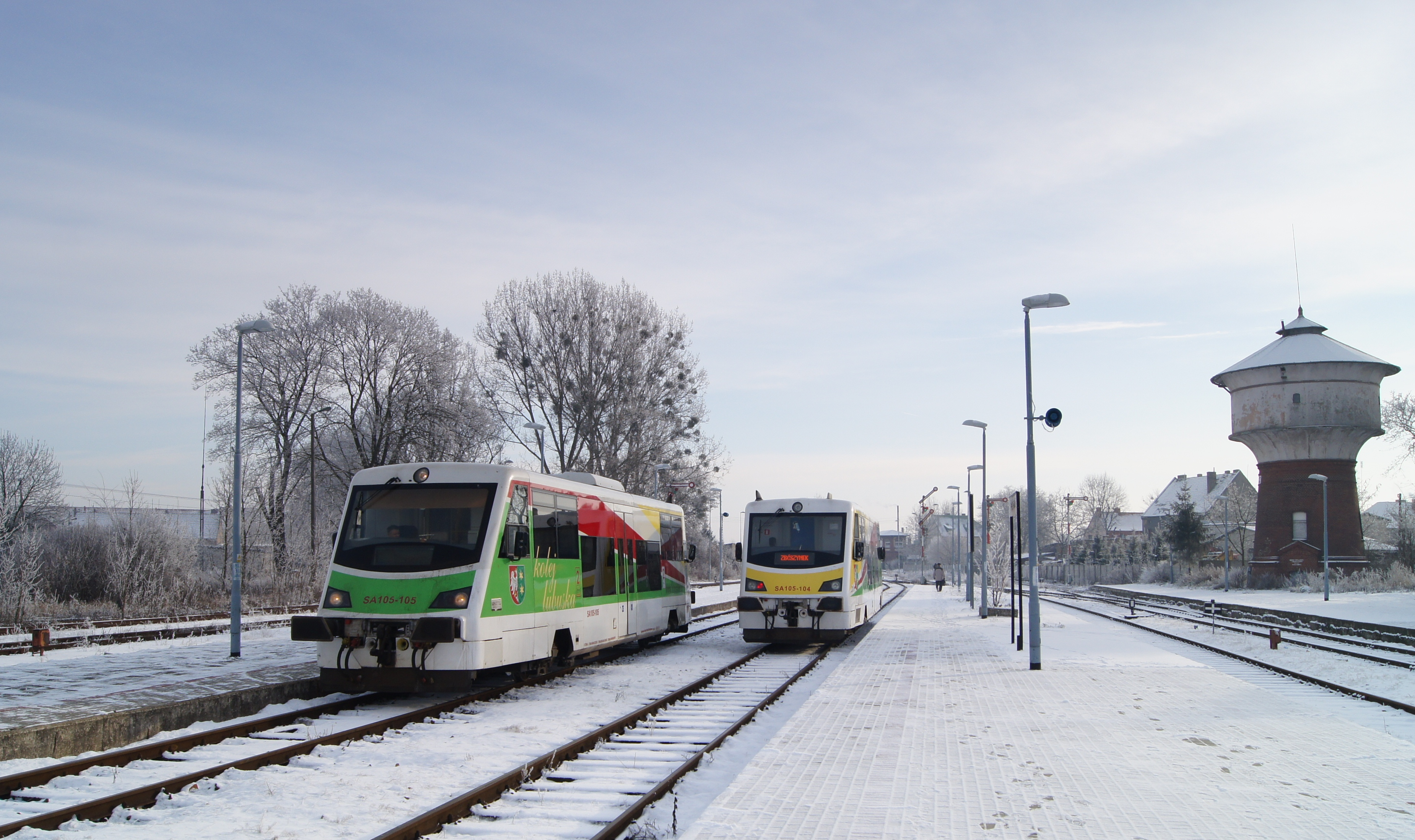
Ônibus ferroviário na estação de Międzyrzecz

Da década de 1880 à década de 1990, Międzyrzecz foi um entroncamento ferroviário, pois havia 3 linhas ferroviárias que atravessavam a cidade, servindo tanto o tráfego de passageiros quanto de carga:
- Linha ferroviária n.º 367 de Zbąszynek a Gorzów Wielkopolski (atualmente tráfego de passageiros e de carga);
- Linha ferroviária n.º 364 de Wierzbno — Rzepin (atualmente tráfego esporádico de carga);
- Linha ferroviária n.º 375 de Międzyrzecz a Toporów (atualmente tráfego especial — militar).

A estação ferroviária de Międzyrzecz foi inaugurada em 1 de junho de 1885, com a linha ferroviária Międzyrzecz — Zbąszyń (a mais antiga linha ferroviária da região), e, após a construção de mais linhas, tornou-se uma estação de junção. Ela está localizada no centro da cidade, na margem esquerda do rio Obra, na praça Powstańców Wielkopolskich (uma ramificação de uma das principais artérias de Międzyrzecz — rua Stycznia 30, sendo o trecho da cidade da estrada provincial n.º 137), a 50 m acima do nível do mar.
Desde a década de 1990, o tráfego de passageiros ocorre apenas em uma linha (n.º 367), enquanto as outras duas linhas atendem apenas ao tráfego de carga e especial (militar). De 1925 até hoje, a principal e maior estação ferroviária da área de Międzyrzecz é Zbąszynek (através dela, é possível a comunicação ferroviária com o resto da Polônia e o exterior).

### Transporte por ônibus
Há uma estação rodoviária na cidade (no cruzamento da rua 30 Stycznia, Poznańska, praça Powstańców Wielkopolskich, Marcinkowskiego) e várias paradas de ônibus onde param os ônibus locais e nacionais. Os horários são preparados pela PKS Sp. z o.o. em Gorzów Wielkopolski. Os serviços de transporte para Gorzów Wielkopolski e Poznań também são fornecidos por entidades privadas.

### Transporte público
O início do transporte público em Miedzyrzecz remonta a 1930, quando uma linha de ônibus foi inaugurada ligando a cidade ao hospital em Obrzyce. Na década de 1970, foi lançada uma conexão sazonal com o lago Głębokie. O lançamento oficial do transporte público nas estruturas da Empresa Municipal e de Habitação em Miedzyrzecz ocorreu em 22 de outubro de 1984. Foram lançadas três linhas, conectando o terminal na rua Zakaszewskiego com os conjuntos habitacionais nas partes oeste, leste e sul da cidade, para os quais foram comprados quatro ônibus Autosan H9-35. Aos domingos, havia uma linha adicional para o cemitério municipal, localizado a 1,5 km a oeste dos limites da cidade. O preço do ingresso foi fixado em 15 zlóti um valor alto, mas isso se deveu à necessidade de o projeto ser autofinanciado. O transporte público provou ser muito deficitário e descontinuado na virada de 1989 e 1990. Sua restauração, provavelmente no início do século XXI, foi realizada pela filial local da PKS Gorzów. Foi lançada uma conexão da rua Krasińskiego através do centro da cidade, do conjunto habitacional Chrobry e da estação ferroviária até o hospital em Obrzyce. Em 2007, o ônibus fez seis viagens nos dias de semana e três nos domingos e feriados, e seu horário foi adaptado às horas dos turnos de trabalho no hospital e aos horários de início e término das aulas nas escolas. O declínio do interesse na linha fez com que o serviço de transporte público fosse suspenso novamente em 28 de junho de 2014. Após um hiato de três anos, um serviço às sextas-feiras foi restabelecido em 3 de março de 2017, levando os moradores ao cemitério. O ônibus PKS Gorzów, operando em nome do município de Miedzyrzecz, parte às 10h30 de Bobowick, de onde segue uma rota pela cidade até o cemitério. Após uma parada de uma hora, ele parte em sua viagem de volta às 12:00.

### Transporte aéreo
O aeroporto mais próximo é o aeroporto Zielona Góra-Babimost em Nowe Kramsk, a 45 km de Międzyrzecz. Existem dois pequenos locais de desembarque de grama na cidade (um — localizado na rua Poznańska, o outro — nas proximidades da linha ferroviária n.º 375 para Nieoperka).
Os grandes aeroportos mais próximos são: Aeroporto de Poznań-Ławica (118 km) e Aeroporto de Berlim Brandemburgo (165 km).

### Infraestrutura técnica

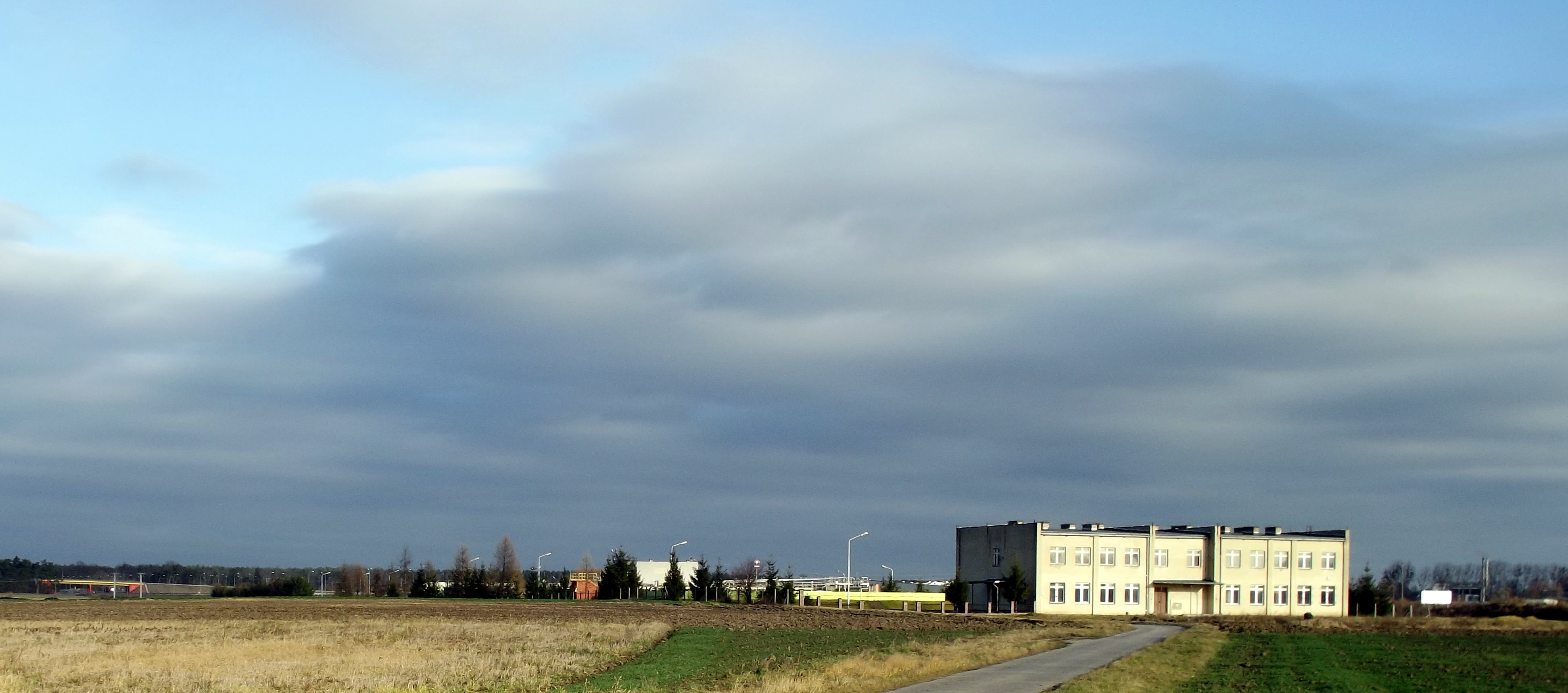
Estação de tratamento de esgoto

A energia térmica, com o gerenciamento de casas de caldeiras e usinas de calor na cidade, é administrada pela Zakład Energetyki Cieplnej Sp. z o.o. A cidade possui duas caldeiras municipais e várias outras localizadas em conjuntos habitacionais. A casa de caldeira municipal de 15 MW está localizada na parte industrial da cidade (na rua Fabryczna) sendo alimentada com hulha e linhito. Ligava-se aos destinatários por uma rede de condutos de aquecimento subterrâneos e um conduto de superfície, com cerca de 3 km de extensão. A usina tem um grande pátio de combustível com um ramal ferroviário. Em 2001, foi construída uma sala de caldeiras a gás em Obrzyce, que fornece energia ao complexo hospitalar e aos conjuntos habitacionais circundantes.
A fornecedora de gás e operadora da rede de gás em Międzyrzecz é a EWE Energia Sp. z o.o. (anteriormente sob o nome Media Odra Warta Sp.z o.o.). Esta entidade também atua como uma emergência de gás na cidade. Międzyrzecz é alimentada com gás metano GZ 50, poder calorífico 39.870 MJ/m³.
Międzyrzecz tem uma estação de tratamento de água, localizada na parte sul da cidade. A água é puxada para a estação a partir de 15 poços profundos localizados na comuna de Międzyrzecz. A água é fornecida aos destinatários através de quase 166 km de adutoras com o uso de um castelo d'água. O gerente da rede de abastecimento de água e esgoto é Międzyrzeckie Przedsiębiorstwo Wodociągów i Kanalizacji Sp. z o.o.
A cidade possui uma estação municipal de tratamento de esgoto localizada no anel viário. A usina é uma estação de tratamento mecânico, biológico e químico, adaptada à remoção de compostos biogênicos. A extensão da rede de esgoto ativa em 2006 era de 131,1 km.
Na parte nordeste da cidade (na rua Piastowska) existe o principal ponto de energia (GPZ Międzyrzecz), que está conectado à rede elétrica nacional através da linha de alta tensão WN-110 kV do GPZ Gorzów Wlkp. - GPZ Zielomyśl. Na rua Marcinkowski, existe o Posto de Energia de Międzyrzecz, subordinado à Enea Operator Sp. z o.o. Região de Distribuição de Międzychód. O gerente da infraestrutura de iluminação é Enea Oświetlenie Sp. z o.o., e é um sistema de cabos e linhas aéreas.

### Segurança

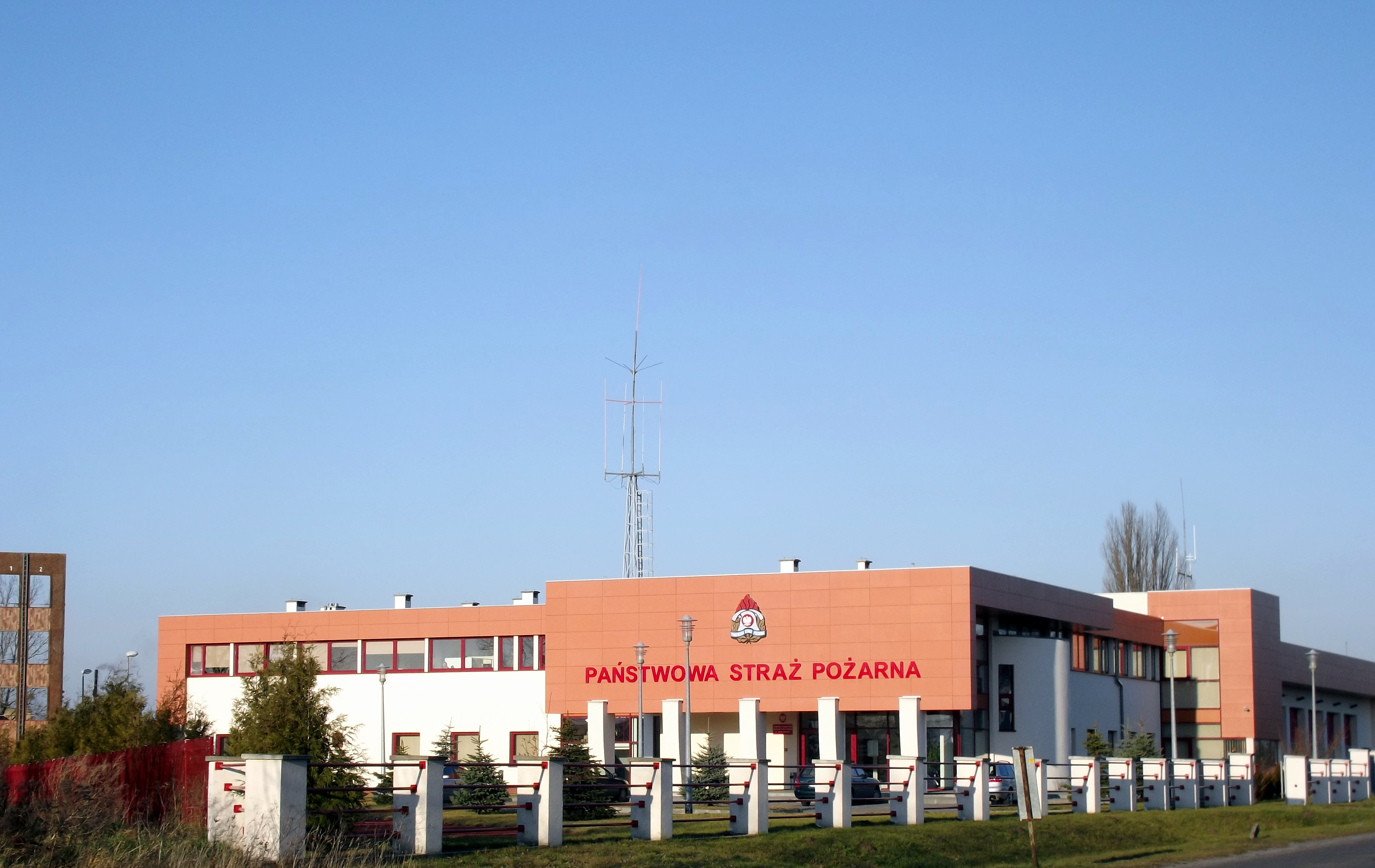
Sede do Corpo de Bombeiros Estatal

A segurança dos moradores em proteção contra incêndio e outros eventos é assegurada pela Sede do Concelho do Corpo de Bombeiros Estatal. A unidade de resgate e combate a incêndio de Międzyrzecz (três turnos) está equipada com equipamentos modernos, que também inclui um grupo de resgate na água de 17 mergulhadores. Além da unidade do Corpo de bombeiros estatal, existem também a do Corpo de bombeiros voluntários-Obrzyce e o Corpo de Bombeiros Militar em Międzyrzecz.
A proteção da segurança e da ordem pública é assegurada pela Sede da Polícia do Condado com os departamentos de prevenção, trânsito e criminalidade. A área da cidade é dividida em quatro distritos.
O resgate médico é fornecido pelo Departamento de Emergência do Hospital que funciona na Instituição Pública Independente de Saúde. Funciona como um dos elementos de um sistema integrado de emergência médica que inclui equipes médicas de emergência (especializadas e básicas). Todos os anos, exercícios internacionais das equipes de resgate Medline são organizados em Międzyrzecz desde 2006.
A cidade também é uma guarnição, a sede, o Estado-Maior e algumas das sub-unidades da 17.ª Brigada Mecanizada da Grande Polônia estão estacionados no quartel da cidade.
Embora Międzyrzecz esteja situada entre dois rios, não há risco direto de inundação na cidade e seus arredores. No entanto, podem ocorrer inundações periódicas dos rios, o que pode levar a inundações das áreas mais baixas. A última grande enchente do rio Obra ocorreu no início de 2011.

## Economia

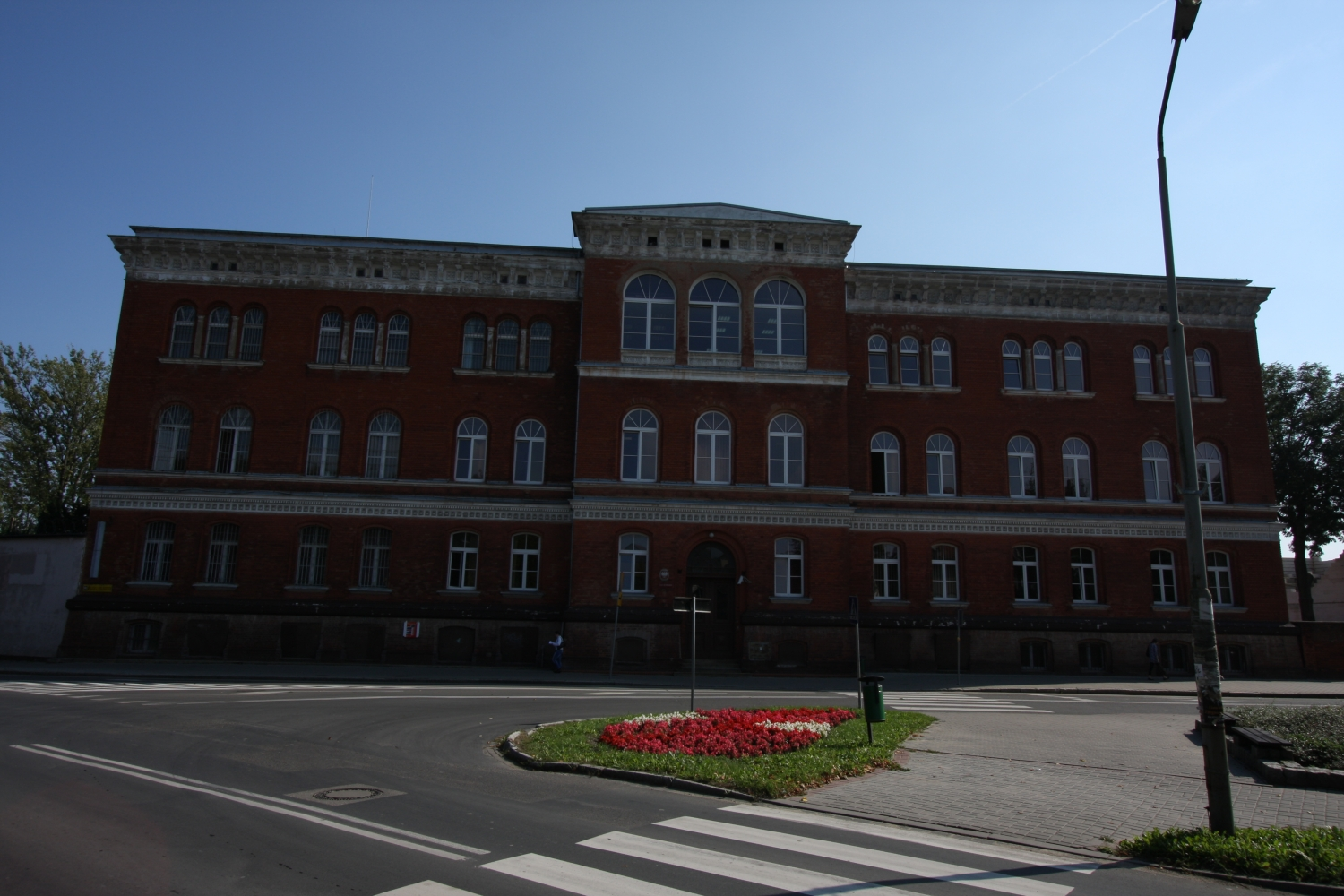
Edifício do tribunal em Międzyrzecz

Międzyrzecz possui uma extensa zona industrial localizada na parte norte da cidade. Além da parte mais antiga, ampliada após a Segunda Guerra Mundial, em 2006 foi inaugurado o Parque Industrial Międzyrzecz. No futuro, está prevista a abertura de outro parque (MPP II), que ficará localizado na região nordeste da cidade. A atividade econômica em Międzyrzecz é administrada por empresas com capital nacional e estrangeiro. Produz, entre outros produtos plásticos, para as indústrias de construção, automotiva, cosmética, farmacêutica e alimentícia. Międzyrzecz também é sede de empresas que fabricam produtos com base em seus próprios “designs” e tecnologias. Em 2006, 1 932 entidades empresariais foram registradas na cidade e na comuna de Międzyrzecz. Em 2007, seu número aumentou para 2 150. No final de 2009, o número de entidades registradas ascendia a quase 3 mil.
O serviço comercial da cidade é fornecido por uma série de instalações comerciais e de serviços. Międzyrzecz tem sete supermercados, várias outras cadeias de lojas locais e nacionais, uma loja de departamentos, uma feira livre. Além disso, a cidade tem várias dezenas de outros pontos de venda de vários setores.
No vilarejo existia a Fazenda Estatal de Pesca Międzyrzecz.

## Cultura

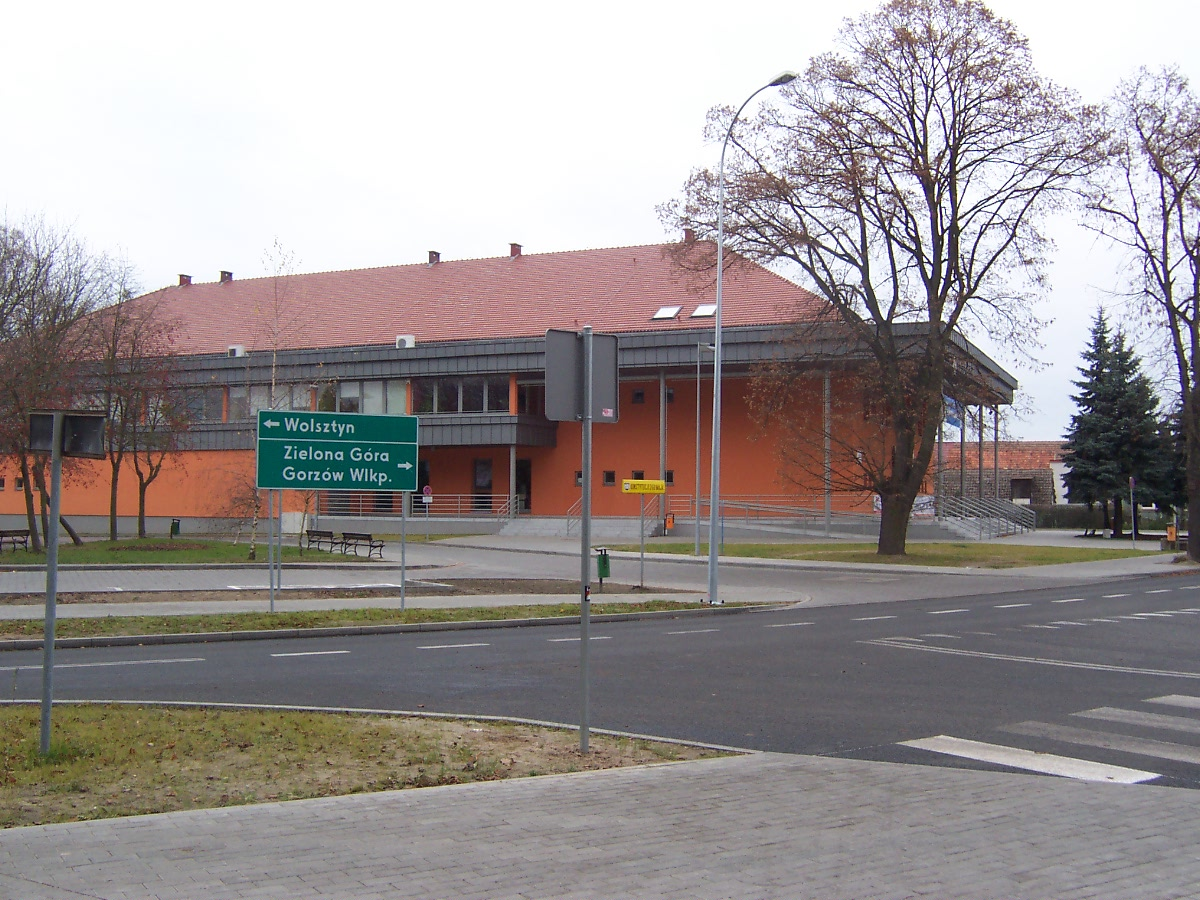
Edifício da Casa da Cultura municipal

Uma das mais antigas instituições culturais da cidade do pós-guerra, junto ao Museu Regional, foi uma biblioteca pública, inaugurada em maio de 1946 no edifício da então Casa Social. Inicialmente, a coleção de livros era pequena, composta por apenas 44 volumes. A coleção foi doada pelos moradores. A biblioteca foi equipada com móveis trazidos do palácio em Bobowice. A biblioteca mudou seu nome e endereço ao longo dos anos. Em 1976, a instalação estava localizada em um novo prédio em um conjunto habitacional em construção.
Em meados da década de 1950, um arquivo estatal foi fundado na cidade. Ele continha certidões de nascimento, registros de imóveis e hipotecas e registros cadastrais, bem como arquivos judiciais dos condados da antiga voivodia de Zielona Góra: Międzyrzecz, Sulęcin, Świebodzin e Rzepino. Devido a problemas de moradia, por decisão do Estado, foi transferido para Wilków, perto de Świebodzin.
As associações regionais desempenharam um papel importante na vida cultural. Após o Degelo polonês de 1956, um grupo de Międzyrzecz tomou a iniciativa de organizar o Clube de Inteligência. Contou com o apoio das autoridades da época. Três seções foram criadas na associação: arte, ciência e entretenimento. O clube reuniu pessoas de várias origens sociais. Incluía médicos, engenheiros, professores e funcionários. A música clássica e popular, bem como o conhecimento sobre compositores poloneses também foram popularizados. A seção de pesquisa concentrou-se principalmente na organização de palestras e encontros com pesquisadores e cientistas.
A Sociedade dos Amigos do Museu, criada no início de 1953 por iniciativa de Alfa Kowalski, colecionava recordações históricas e as popularizava na comunidade local. Em 17 de janeiro de 1970, a Assembleia Geral aprovou uma resolução para liquidar o Clube de Inteligência, e ativistas culturais locais fundaram uma nova organização com base no Clube de Professores do Sindicato de Professores poloneses (ZNP), o Clube de Inteligências e a Sociedade de Amigos do Museu, chamado Międzyrzeckie Towarzystwo Kultury. A associação tratou também da publicação de publicações científicas e sociais intituladas Cadernos de Międzyrzecz. Havia também a Sociedade de Música Międzyrzecz na cidade, fundada em 19 de fevereiro de 1977, que se dedicava à popularização da cultura musical na região.
As organizações não institucionais que atuavam na cidade atraíam principalmente crianças e jovens. Eram teatros de poesia, teatro, música e grupos de palco. Naquela época, era popular o cabaré Baccalarus, que tinha caráter literário e cuidava do adequado nível artístico de seus programas, utilizando textos de escritores poloneses. Era apresentado em escolas, centros comunitários e locais de trabalho. O cabaré apoiou e aconselhou os jovens no campo da recitação.
Os cinemas Świt e Piast funcionavam em Międzyrzecz. Filmes poloneses, soviéticos e americanos eram exibidos lá. Cada exibição era precedida por um filme de propaganda das Notícias da Polônia.
Um evento importante foi a inauguração do Centro Cultural Municipal em 12 de julho de 1971. Foi construído após a adaptação de um prédio de cinema inacabado antes da guerra. Atualmente, abriga uma sala de entretenimento e cinema, uma sala de conferências, escritórios e um café. A tarefa era organizar eventos culturais, educacionais e de entretenimento, bem como supervisionar as instalações da comuna. Após o avanço em 1989, o Centro Cultural Municipal, a Biblioteca Pública Municipal e o Museu Regional continuaram suas atividades na cidade. Nos anos 1990, novas instituições culturais foram fundadas. O Garrison Club funciona em Międzyrzecz até hoje, onde uma segunda biblioteca pública foi criada. O clube, em conjunto com o Centro Cultural Municipal, organiza eventos para os moradores da cidade integrarem e educarem os jovens. No pátio do castelo de Międzyrzecz são encenadas peças semelhantes ao teatro grego, bem como os encontros do castelo com a poesia. Concertos de piano com a participação de alunos da Escola Estadual de Música do 1.º grau são organizados no Salão Starościńska. Fundado em 1993 por iniciativa do Ministério da Cultura e Arte, ensina piano, violino, guitarra, acordeão, clarinete e flauta, trabalhando intensamente com a comunidade e enriquecendo as necessidades culturais de Międzyrzecz.
Um evento significativo na história recente da cidade foi a celebração do Milênio da Cidade e do Martírio dos Cinco Irmãos de Międzyrzecz em 2003. No âmbito das celebrações, o relicário foi visitado nas paróquias, sendo inaugurada uma placa comemorativa no provável local da ermida na aldeia de Święty Wojciech. Em outubro de 2006, foi criada a Universidade Międzyrzecz da Terceira Idade, que reúne e ativa os idosos. Atualmente, é uma das associações mais dinâmicas. Os Dias de Międzyrzecz são realizados anualmente em junho. A cidade promove-se na arena provincial. As jornadas de junho são uma oportunidade para muitos encontros e contatos culturais da comunidade de Międzyrzecz. As lutas de cavaleiros são organizadas no castelo.
Os últimos anos são um período de funcionamento frutífero das organizações não governamentais locais. Em Międzyrzecz, as iniciativas na área da cultura são realizadas com recursos privados. Há uma Irmandade de Cavaleiros participando de eventos locais na comuna. O ateliê Galeryja Kotłownia dá aulas para jovens artistas, organiza exposições, aulas de arte e projetos criativos. Atualmente, a principal instituição de acesso à cultura para os habitantes da cidade e seus arredores é o Centro Cultural de Międzyrzecz, que inclui:
- Cinema 3D Świt
- Casa da Cultura municipal
- Biblioteca municipal

## Educação

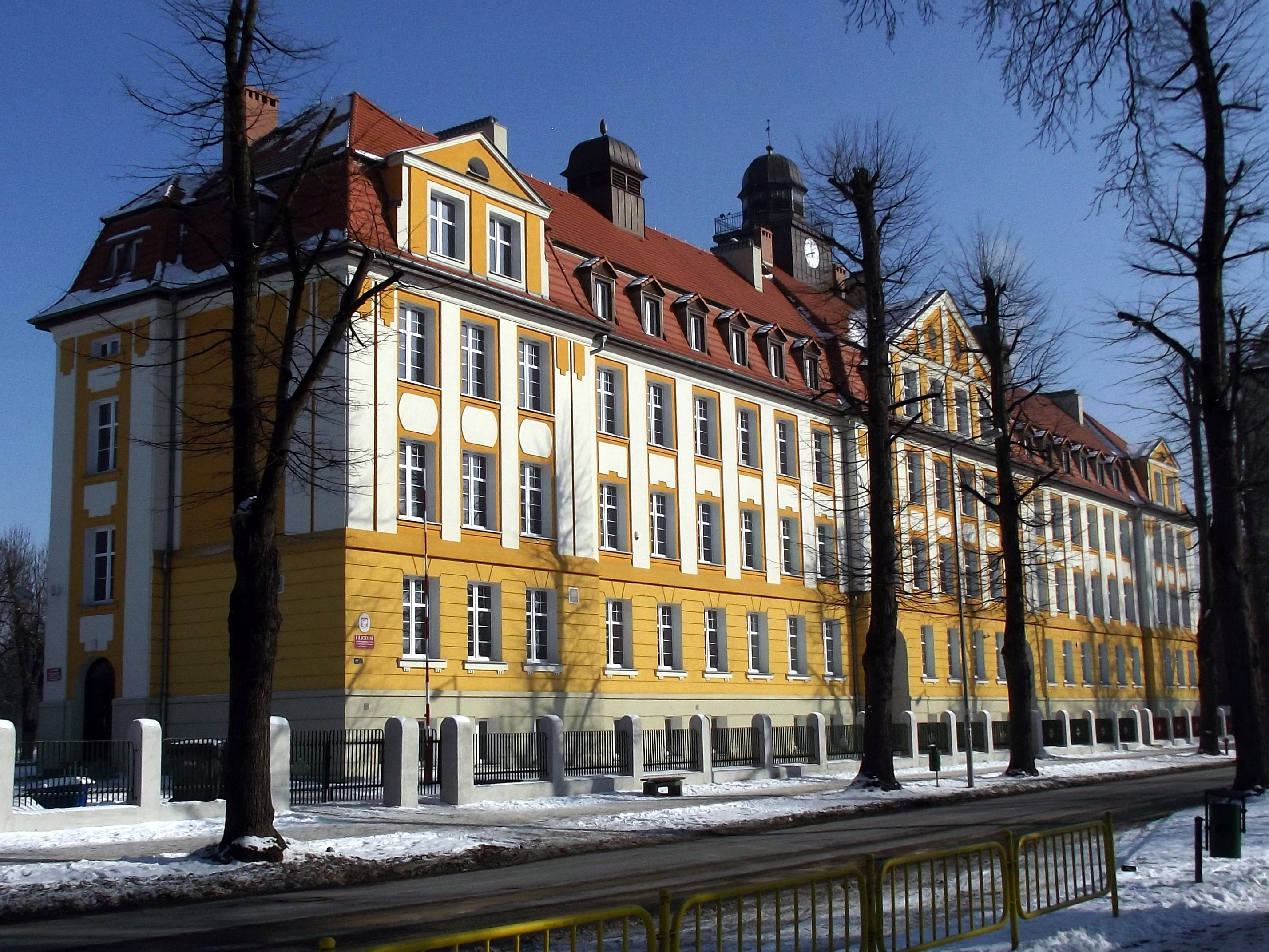
Edifício da Escola secundária geral e Escola primária n.º 1

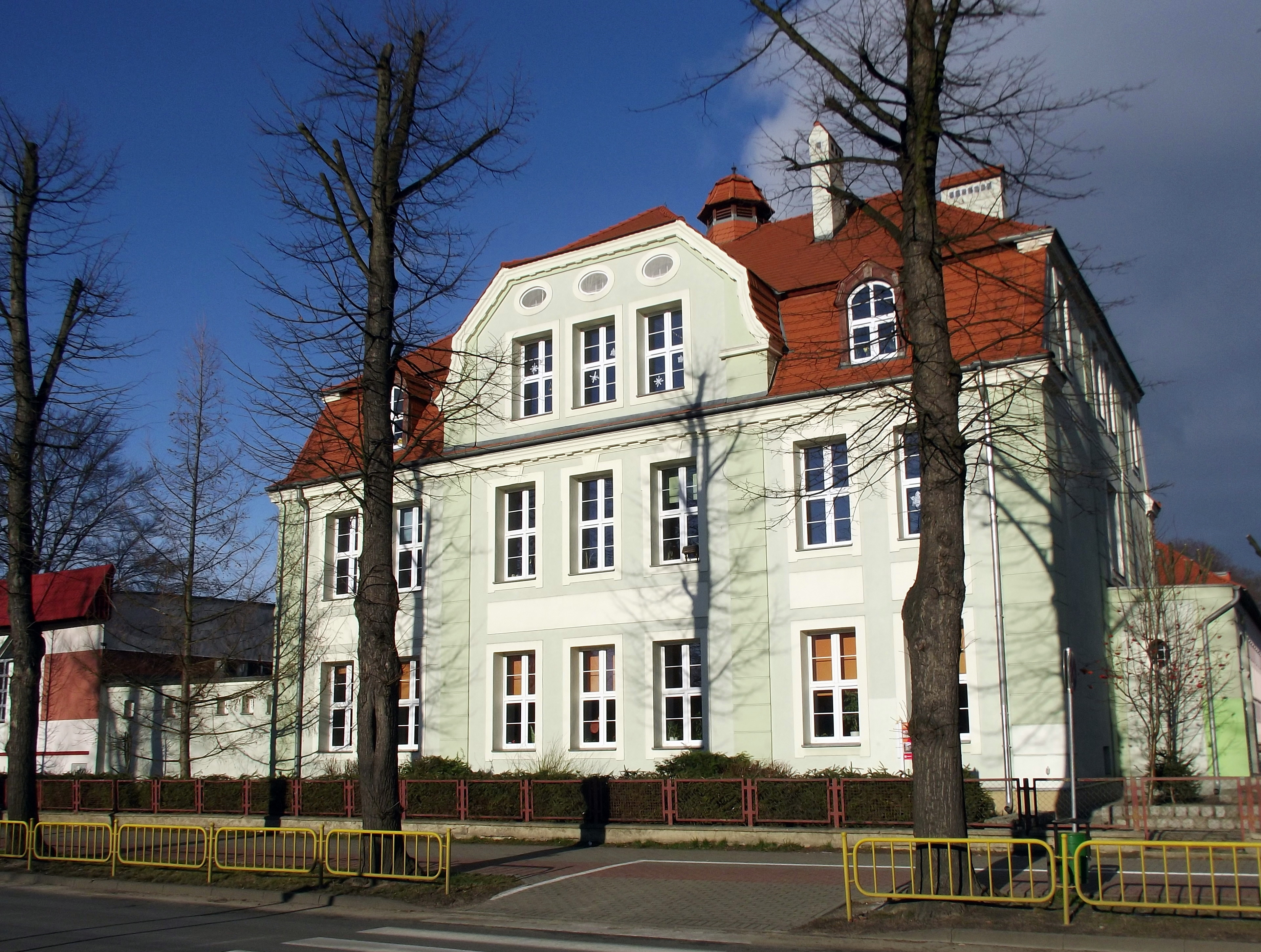
Edifício da Escola primária n.º 2

As seguintes unidades educacionais operam na cidade de Międzyrzecz:
- Jardins de infância e creches
  - Jardim de infância n.º 1 com grupos de berçário “Pod Jarzębinką” em Międzyrzecz (público, comunal)
  - Jardim de infância n.º 3 em Międzyrzecz (público, municipal)
  - Jardim de infância n.º 4 “Bajkowa Kraina” em Międzyrzecz (público, comunal)
  - Jardim de infância n.º 6 Jan Brzechwa em Międzyrzecz (público, comunal)
  - Jardim de infância particular “Bajkowy Dworek” em Międzyrzecz (particular)
  - Jardim de infância particular “Bajkowy Zakątek” em Międzyrzecz (particular)
  - Jardim de infância particular “Bocianie Gniazdo” em Międzyrzecz (particular)
  - Jardim de infância particular “Jutrzenka” em Międzyrzecz (particular)
  - Jardim de infância particular “Tęczowa Akademia” em Międzyrzecz (particular)
  - Berçário particular “Wyspa Szkrabów” em Międzyrzecz (particular)
- Escolas primárias
  - Escola primária n.º 1 com ramos de esportes em Międzyrzecz
  - Escola primária n.º 2 Szare Szeregów em Międzyrzecz
  - Escola primária n.º 3 Powstańców Wielkopolskich em Międzyrzecz
  - Escola primária n.º 4 em Międzyrzecze (com unidades pré-escolares)
  - Escola primária n.º 6 Adam Mickiewicz em Międzyrzecz
  - Escola especial e Centro educacional Maria Konopnicka em Międzyrzecz
- Escolas secundárias
  - Ensino médio Heliodor Święcicki em Międzyrzecz
  - Centro de Educação Profissional e Continuada em Międzyrzecz
    - Escola Secundária Técnica n.º 1 Stanisław Staszic em Międzyrzecz
    - Escola Secundária Técnica n.º 2 General August Emil Fielddorf “Nil” em Międzyrzecz
    - Escola Profissionalizante Básica General August Emil Fielddorf “Nil” em Międzyrzecz
- Escola Estatal de Música de 1.º grau em Międzyrzecz
- Centro de Formação Profissional em Międzyrzecz (incluindo o Centro de Formação Profissional em Międzyrzecz)
- Centro de Formação e Educação do Corpo de Trabalho Voluntário em Międzyrzecz

## Saúde

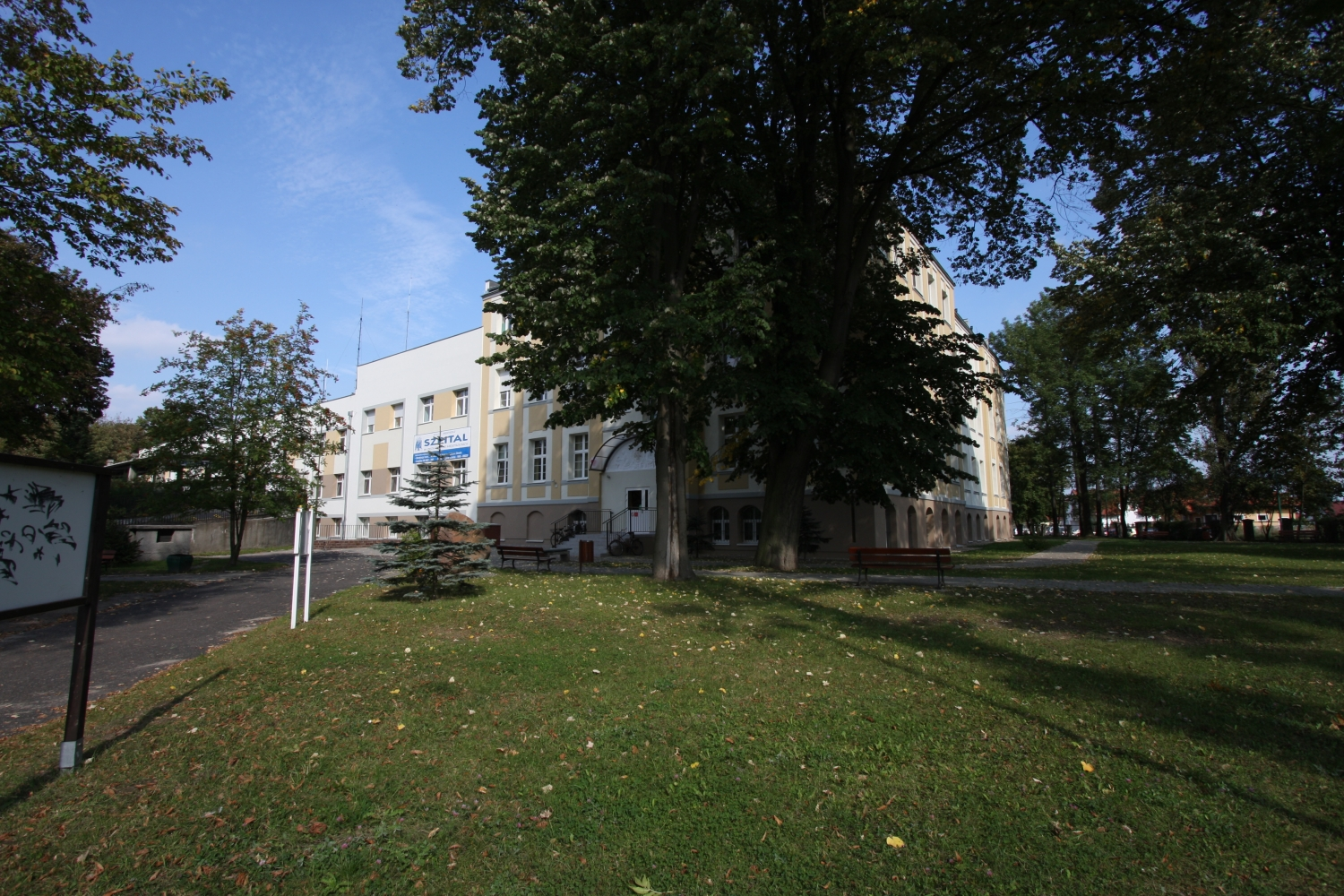
Hospital do condado

Na cidade, o acesso aos cuidados da saúde é assegurado por:
- Centro de Saúde Pública Independente em Międzyrzecz com os seguintes departamentos: internação, cirurgia, obstetrícia e ginecologia, recém-nascido, infantil, cuidados médicos intensivos e sala de admissão 24 horas por dia, 7 dias por semana
- Hospital público independente para doentes nervosos e mentais com departamentos: enfermaria psiquiátrica geral 24 horas, enfermaria de desintoxicação de álcool 24 horas e para viciados em substâncias psicotrópicas, terapia 24 horas para viciados em álcool, reabilitação psiquiátrica 24 horas, 7 dias por semana, 24 horas por dia, 7 dias por semana enfermaria de neurose, enfermaria psiquiátrica 24 horas para pacientes com tuberculose, enfermaria psiquiátrica 24 horas para doentes somaticamente doentes, pronto-socorro 24 horas por dia, 7 dias por semana e departamento neurológico
- Instituição Independente de Saúde. Equipe de Prática de Médicos de Família Pro Vita
- Consultórios médicos individuais
- Consultórios médicos particulares
- Clínicas médicas no Centro de Saúde Pública Independente em Międzyrzecz

## Comunidades religiosas

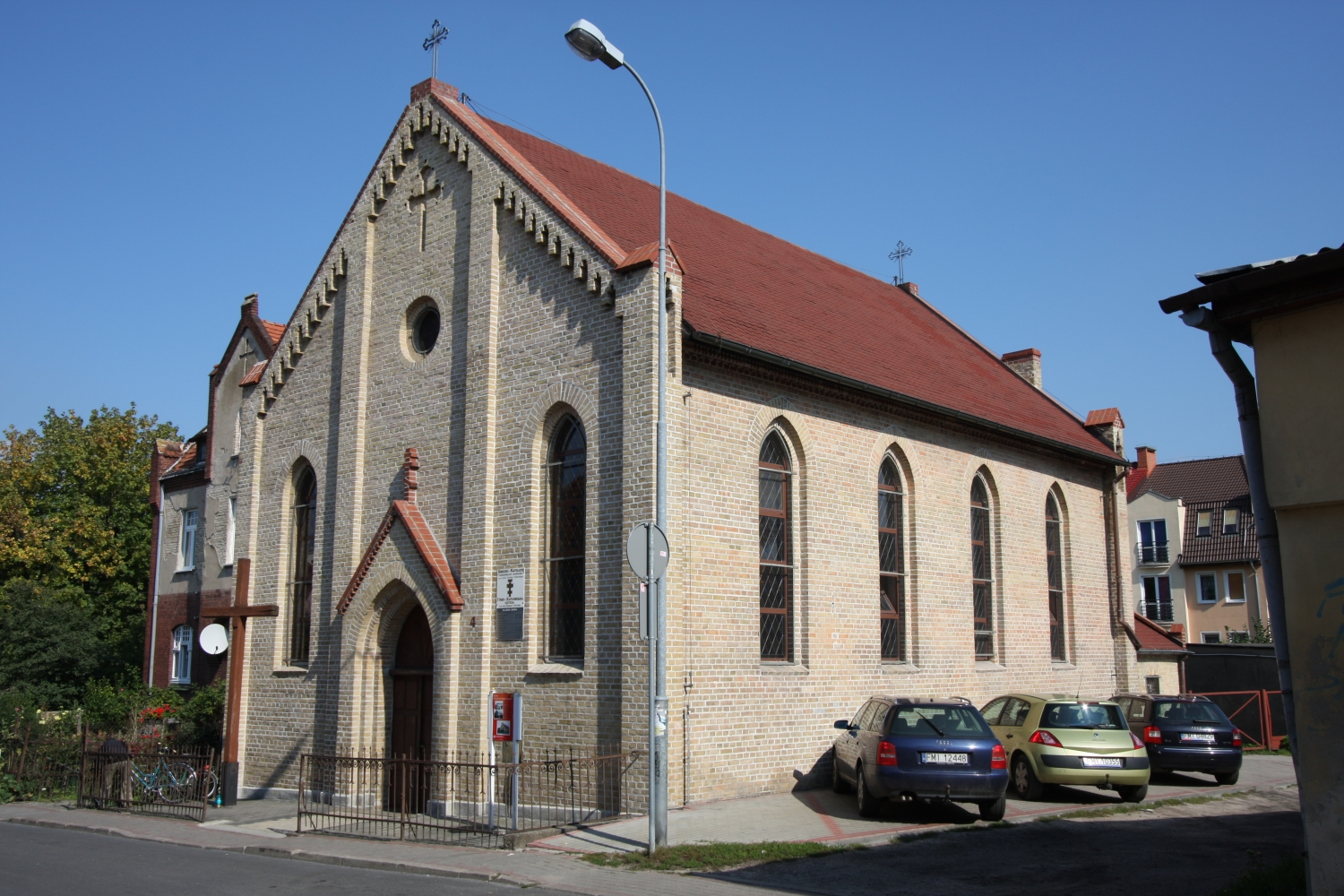
Edifício da igreja greco-católica do século XIX

As seguintes associações religiosas realizam atividades na cidade:

### Igreja da Glória
- Igreja local da Igreja da Glória em Varsóvia

### Igreja Evangélica Metodista
- Paróquia evangélica-metodista em Międzyrzecz

### Igreja Greco-Católica
- Paróquia greco-católica dos Santos Cirilo e Metódio em Międzyrzecz

### Igreja Católica
Em Międzyrzecz, encontra-se o santuário dos Primeiros Mártires da Polônia, também conhecidos como os Cinco Irmãos Mártires, que morreram na noite de 10 para 11 de novembro de 1003, muito provavelmente na área da atual vila de Święty Wojciech, perto da então cidade de Międzyrzecz. Os guardiões das relíquias são os sacerdotes palotinos.
- Paróquia de São João Batista em Międzyrzecz
- Paróquia de Santo Adalberto em Międzyrzecz
- Filial da paróquia da Divina Misericórdia em Bobowicko — igreja da Exaltação da Santa Cruz em Międzyrzecz-Obrzyce
- Paróquia militar do Espírito Santo em Międzyrzecz na guarnição da 17.ª Brigada Mecanizada
- Paróquia Santuário dos Primeiros Mártires da Polônia[66]

### Testemunhas de Jeová
- Igreja em Międzyrzecz (Salão do Reino)

## Mídia local
A partir de março de 1991, o agora extinto Kurier Międzyrzecki mensal era publicado na cidade. Desde abril de 1999, o mensal Powiatowa é publicado. No início do século XXI, havia também a Gazeta Powiatowa mensal. Desde janeiro de 2011, o Przekrój Lokalny mensal é publicado (a comuna de Międzyrzecz é coberta pelo caderno C deste jornal). De outubro de 2014 a novembro de 2018, foram publicadas as notícias e o semanário jornalístico Głos Międzyrzecza i Skwierzyny (anteriormente, as páginas locais da Gazeta Lubuska tinham função semelhante).

## Turismo
- Centros de recreação à beira do lago Głębokie
- Canoagem nos rios Obra (especialmente na seção Święty Wojciech-Gorzyca-Zalew Bledzewski) e Paklica
- Fazendas de agroturismo nos arredores da cidade

Existem muitas trilhas e estradas pela cidade:
- Estradas de turismo
  - Caminho dos cistercienses
  - Ciclovia internacional R1
- Trilhas para caminhadas
  -  Kursko — Gorzyca — Międzyrzecz — Kuligowo (12,5 km de comprimento)
- Ciclovias
  -  de Międzyrzecz ao lago Głębokie, atravessando as áreas do norte da comuna (95 km de comprimento)
  -  Zarzyń — Kęszyca — Międzyrzecz — Bobowicko — Kuligowo — Stołuń (35 km)
  -  Gościkowo — Skoki — Kuźnik — Międzyrzecz — Chycina (35 km)
  -  Międzyrzecz — Rokitno (14 km)

Trilhas para caminhada nórdica da Lubúsquia — Triângulo Sagrado
Existem três centros religiosos mais importantes da região em Międzyrzecze e arredores. Rokitno com o santuário mariano, Gościkowo-Paradyż, que agora é um seminário teológico, anteriormente funcionava como abadia cisterciense, e Międzyrzecz (Santo Alberto), onde os primeiros mártires poloneses foram assassinados há mais de mil anos.
- Para Głębokie (vermelho) — Międzyrzecz–Głębokie–Międzyrzecz (24 km de comprimento)
- Cisterciense (verde) — Międzyrzecz–Bledzew–Międzyrzecz (34 km)

## Esporte e lazer

### Clubes
- Orzeł Międzyrzecz (fundado em 15 de abril de 1945) — clube de futebol masculino, atuando na classe A de Gorzów
- KS Orzeł Międzyrzecz — clube de voleibol masculino que joga na 2.ª liga
- MKT Tenis Club Poland-Orzeł Międzyrzecz (fundado em 15 de novembro de 1993) — clube de tênis masculino e feminino
- MSBS Międzyrzecz — clube esportivo masculino de bridge
- MTB MOSiW Międzyrzecz — clube de ciclistas de Międzyrzecz
- UKS Kasztelan Międzyrzecz — clube da juventude
- UKS Gimnazjum 1 Międzyrzecz — clube da juventude
- UKS Orliki Międzyrzecz — clube da juventude
- UKS Trójka Międzyrzecz — clube da juventude
- UKS Dowbor Międzyrzecz — clube da juventude

### Instalações

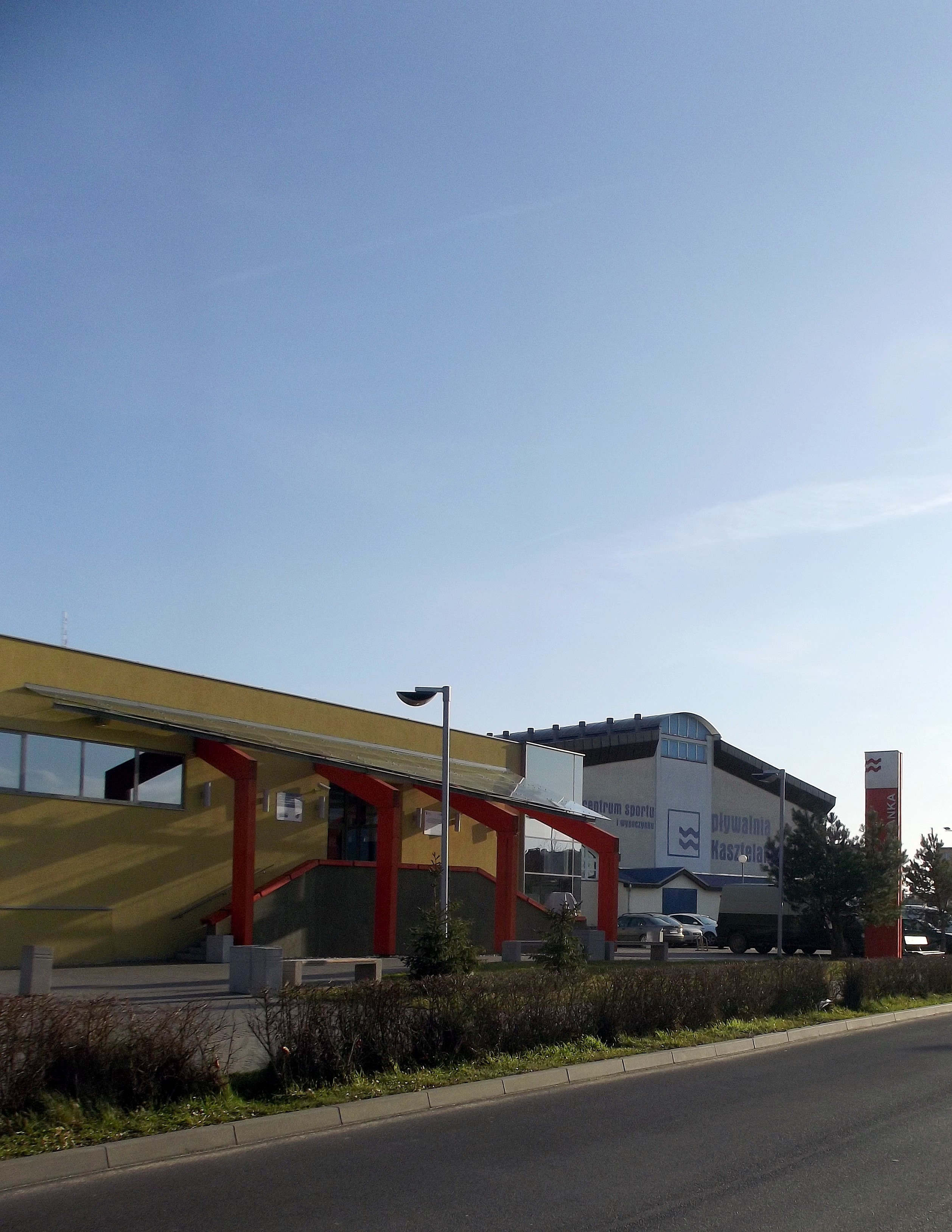
Piscina e pavilhão esportivo

- Estádio municipal — complexo de instalações esportivas na rua Mieczysław Mikuły 1, inaugurado em 1 de maio de 1936, como Praça Majowy
- Salão de Esportes e Entretenimento — o salão em Osiedle Kasztelański 8 A, inaugurado em 25 de junho de 1999 (com campos para todos os jogos de salão)
- Piscina municipal Kasztelanka — complexo de piscinas cobertas em Osiedle Kasztelański 8 B, inaugurado em 5 de dezembro de 2009 (incluindo uma piscina de 25 metros)
- Estádio de esportes Zdrowie em Obrzyce — complexo de instalações esportivas na rua Poznańska 109

## Administração
A cidade é a sede da comuna urbano-rural de Międzyrzecz (Prefeitura em Międzyrzecz) e do condado de Międzyrzecz (starosta do condado em Międzyrzecz).
Międzyrzecz é também sede, entre outros: do Corpo de Bombeiros do Estado, da Polícia do Condado, do Tribunal Distrital com o Centro de Detenção, da Procuradoria Distrital, do Escritório de Emprego do Condado, do Hospital Os Cinco Santos Irmãos de Międzyrzecz, do Hospital Público Independente para Nervosos e Doentes Mentais, do Centro de Apoio à Família do Condado, do Museu Regional Alfa de Kowalski.
O serviço postal é prestado pelos Correios de Międzyrzecz em conjunto com três agências postais (na área de Obrzyce, conjunto habitacional Zachodnia e rua Piastowska).

### Prefeitos de Międzyrzecz
- Eugeniusz Ziarkowski (de 1990 a 1994)
- Władysław Kubiak (de 1994 a 2002)
- Tadeusz Dubicki (de 2002 a 2014)
- Remigiusz Lorenz (desde 2014)